# 江南市
江南市（こうなんし）は、愛知県の北部に位置する市。
愛知県尾張地方の北部にある自治体であり、岐阜県との県境となる木曽川の南に面している。名古屋市のベッドタウンとなっている。

## 地理

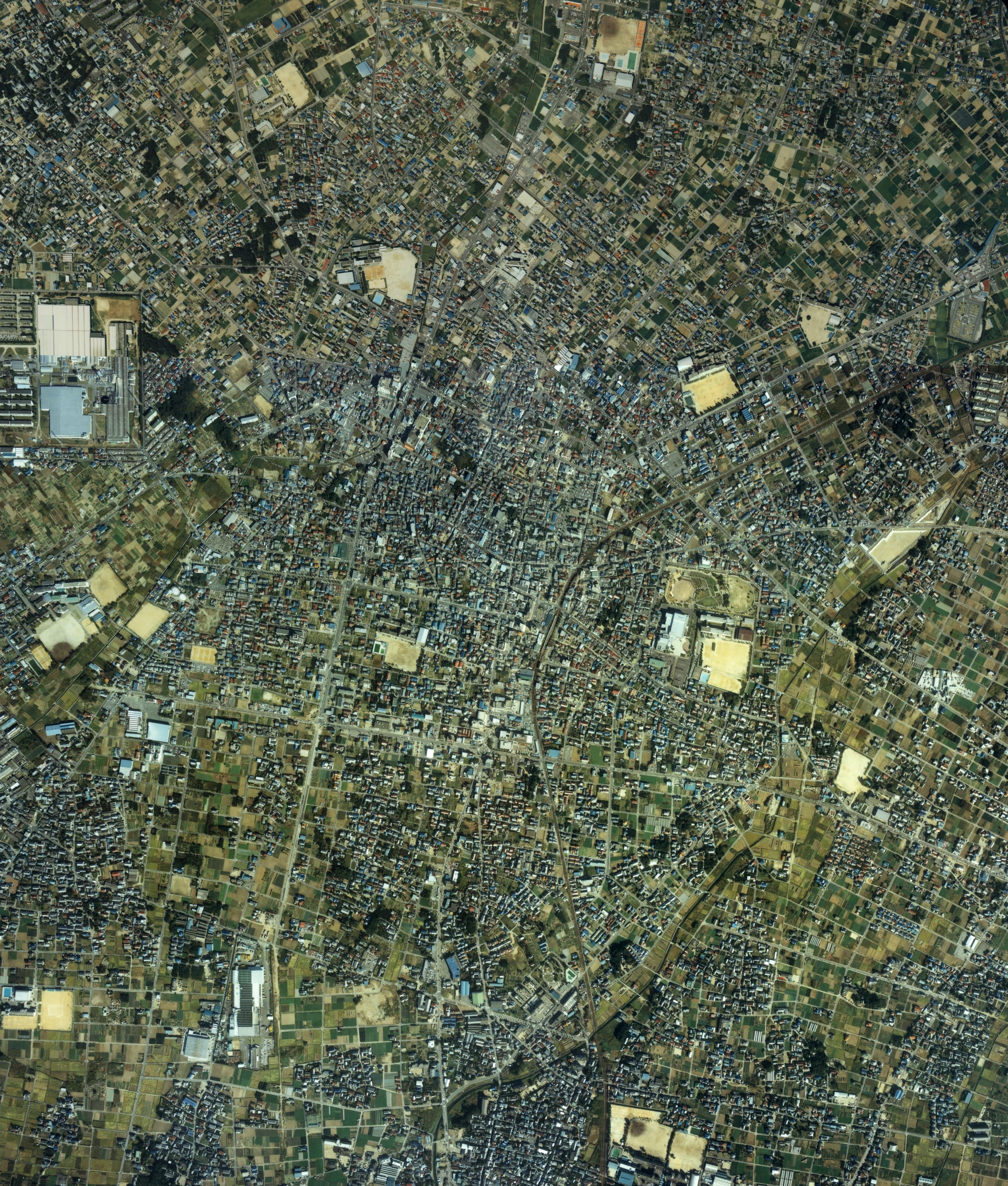
江南市中心部周辺の空中写真。
1987年撮影の4枚を合成作成。。

### 地形

#### 河川
一級河川
- 青木川
- 木曽川 - 木曽川堤が桜の名勝となっている。

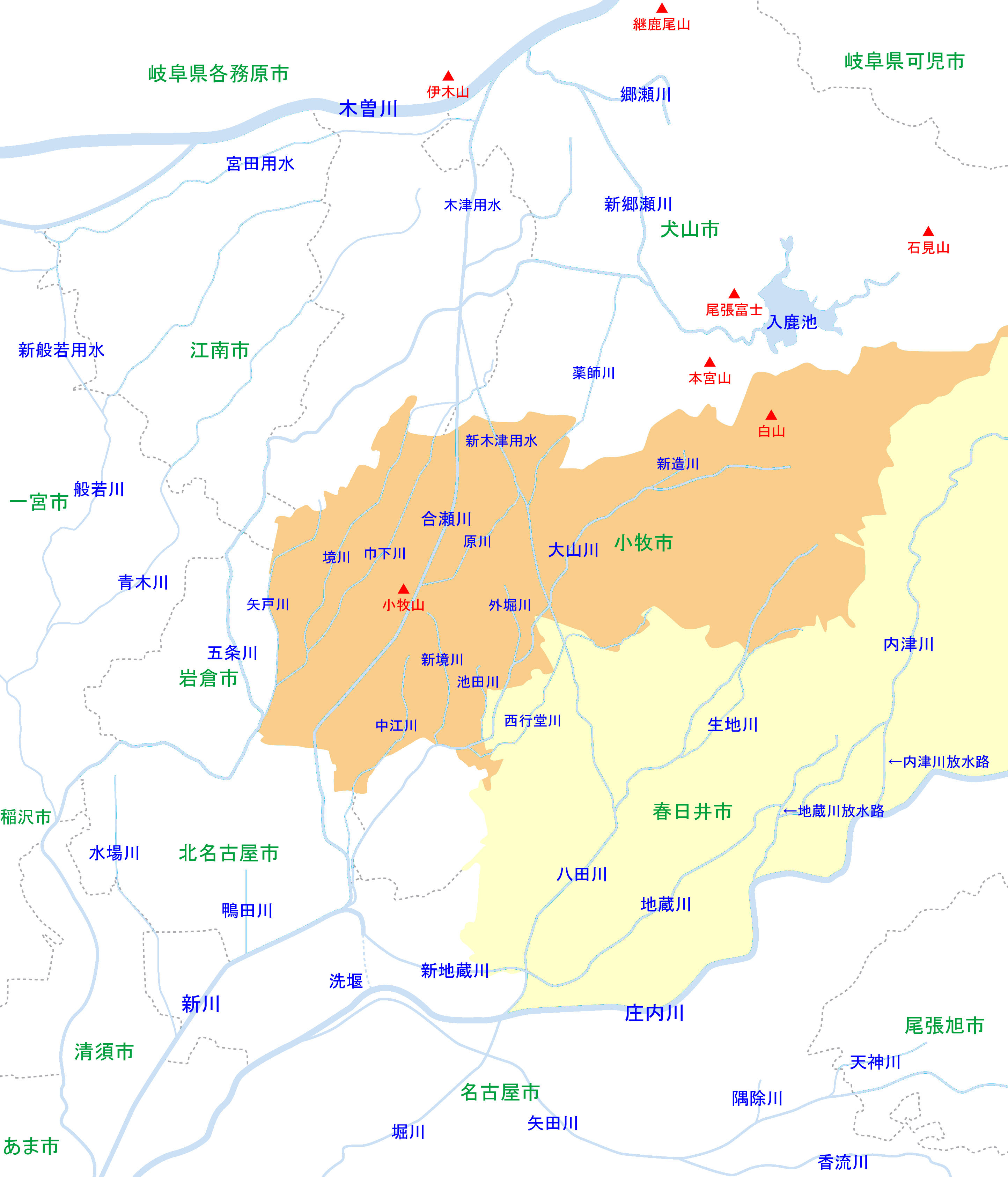
小牧市・春日井市周辺河川の位置関係図

- 五条川
- 南派川

二級河川
- 日光川

その他の河川
- 大江川
- 般若川

### 地域
大字
- 古知野（旧古知野町、1983年廃止）
- 東野（旧古知野町、廃止時期不明）
- 島宮（旧古知野町、廃止時期不明）
- 上奈良（旧古知野町、廃止時期不明）
- 下般若（旧古知野町、廃止時期不明）
- 中般若（旧古知野町、廃止時期不明）
- 和田勝佐（旧古知野町、廃止時期不明）
- 前野（旧古知野町、廃止時期不明）
- 山尻（旧古知野町、1983年廃止）
- 江森（旧古知野町、1984年廃止）
- 宮後（旧古知野町、廃止時期不明）
- 両高屋（旧古知野町、廃止時期不明）
- 赤童子（旧古知野町、1987年廃止）
- 山王（旧古知野町、1986年廃止）
- 北野（旧古知野町、1981年廃止）
- 石枕（旧古知野町、1986年廃止）
- 尾崎（旧古知野町、1986年廃止）
- 曽本（旧布袋町、1980年廃止）
- 小折（旧布袋町、1987年廃止）
- 五明（旧布袋町）
- 東大海道（旧布袋町、1983年廃止）
- 今市場（旧布袋町、1986年廃止）
- 力長（旧布袋町、1986年廃止）
- 安良（旧布袋町、1986年廃止）
- 寄木（旧布袋町、廃止時期不明）
- 木賀（旧布袋町、廃止時期不明）
- 中奈良（旧布袋町）
- 草井（旧草井村、廃止時期不明）
- 鹿子島（旧草井村）
- 小杁（旧草井村、廃止時期不明）
- 村久野（旧草井村、廃止時期不明）
- 宮田（旧宮田町）
- 松竹（旧宮田町、廃止時期不明）
- 前飛保（旧宮田町、1987年廃止）
- 後飛保（旧宮田町、廃止時期不明）
- 瀬部（1972年、一宮市瀬部の一部を編入し成立、1987年廃止）
- 千秋町加納馬場（1980年、一宮市千秋町加納馬場の一部を編入し成立、1982年廃止）
- 柏森（1983年2月、扶桑町柏森の一部を編入し成立、同年10月廃止）
- 豊田（1986年4月、大口町豊田の一部を編入し成立、同年9月廃止）
- 浅井町小日比野（1986年、一宮市浅井町小日比野の一部を編入し成立、1987年廃止）

町名
- 藤ケ丘1～7丁目（1968年、村久野・前飛保・後飛保・宮田の各一部より成立）
- 古知野町（1972年、古知野・赤童子・東野・両高屋・宮後の各一部より成立）
- 赤童子町（1973年、古知野・赤童子・北野・尾崎・木賀・中奈良の各一部より成立）
- 井上町（1973年、岩倉市井上町の一部を編入し成立、1980年廃止）
- 大間町（1976年、中奈良・赤童子・上奈良・東野の各一部より成立）
- 上奈良町（1976年、上奈良・中奈良・東野の各一部より成立）
- 尾崎町（1977年、尾崎・木賀・東大海道・寄木・今市場・宮後・石枕の各一部より成立）
- 木賀東町（1978年、木賀・尾崎・寄木の各一部より成立）
- 八剱町（1978年、岩倉市八剱町の一部を編入し成立、1980年廃止）
- 中般若町（1980年、中般若・下般若・草井の各一部より成立）
- 曽本町（1980年、曽本・井上町・八剱町の各全域より成立）
- 飛高町（1981年、両高屋・古知野・村久野・前飛保・東野の各一部より成立）
- 野白町（1981年、両高屋・古知野の各一部より成立）
- 北野町（1981年、北野の一部より成立）
- 小郷町（1982年、五明・小折・千秋町加納馬場の各一部より成立）
- 小折町（1982年、小折の一部より成立）
- 田代町（1982年、小折・千秋町加納馬場の各一部より成立）
- 布袋下山町（1982年、五明・小折の各一部より成立）
- 前飛保町（1982年、前飛保・松竹・村久野・両高屋・後飛保の各一部より成立）
- 江森町（1983年10月、江森・山尻・両高屋・宮後・前野・柏森の各一部より成立）
- 般若町（1983年、下般若・中般若・草井・和田勝佐・小杁の各一部より成立）
- 高屋町（1983年、両高屋・和田勝佐・村久野・山尻・宮後・江森の各一部より成立）
- 山尻町（1983年、山尻・両高屋・和田勝佐・江森の各一部より成立）
- 山王町（1983年、山王・前野・宮後・石枕の各一部より成立）
- 大海道町（1983年、東大海道・寄木の各一部より成立）
- 宮後町（1984年、両高屋・江森・前野・宮後の各一部より成立）
- 石枕町（1984年、山王・宮後・石枕・力長・尾崎の各一部より成立）
- 布袋町（1984年、小折・寄木・五明・布袋下山町・小郷町の各一部より成立）
- 天王町（1986年9月、豊田・寄木・小折の各一部より成立）
- 安良町（1986年9月、安良の全域と今市場・大屋敷・豊田の各一部より成立）
- 力長町（1986年、力長・山王・大屋敷・今市場の各一部より成立）
- 今市場町（1986年、尾崎・石枕・今市場・寄木の各一部より成立）
- 北山町（1986年、小折・寄木の各一部より成立）
- 南山町（1986年、小折の一部より成立）
- 小折本町（1986年、小折の一部より成立）
- 小折東町（1986年、小折の一部より成立）
- 草井町（1987年、草井・中般若の各一部より成立）
- 村久野町（1987年、両高屋・村久野・小杁・和田勝佐の各一部より成立）
- 木賀町（1987年、小折・寄木・木賀・中奈良・赤童子の各一部より成立）
- 木賀本郷町（1987年、木賀・赤童子の各一部より成立）
- 松竹町（1987年、浅井町小日比野・瀬部の全域と前飛保・松竹の各一部より成立）
- 東野町（東野などの一部より成立）
- 島宮町（島宮などの一部より成立）
- 慈光堂町（草井などの一部より成立）
- 和田町（和田勝佐などの一部より成立）
- 勝佐町（和田勝佐などの一部より成立）
- 前野町（前野などの一部より成立）
- 寄木町（寄木などの一部より成立）
- 小脇町（草井などの一部より成立）
- 鹿子島町（鹿子島などの一部より成立）
- 小杁町（小杁などの一部より成立）
- 宮田町（宮田などの一部より成立）
- 宮田神明町（宮田などの一部より成立）
- 後飛保町（後飛保などの一部より成立）
- 河野町（後飛保などの一部より成立）

### 人口
| |                                        |  |
| 江南市と全国の年齢別人口分布（2005年） | 江南市の年齢・男女別人口分布（2005年） |  |
| ■紫色 ― 江南市 ■緑色 ― 日本全国 | ■青色 ― 男性 ■赤色 ― 女性              |  |
| 江南市（に相当する地域）の人口の推移 \| 1970年（昭和45年） \| 77,996人 \| \| \| 1975年（昭和50年） \| 90,426人 \| \| \| 1980年（昭和55年） \| 92,141人 \| \| \| 1985年（昭和60年） \| 92,049人 \| \| \| 1990年（平成2年） \| 93,837人 \| \| \| 1995年（平成7年） \| 95,521人 \| \| \| 2000年（平成12年） \| 97,923人 \| \| \| 2005年（平成17年） \| 99,055人 \| \| \| 2010年（平成22年） \| 99,730人 \| \| \| 2015年（平成27年） \| 98,359人 \| \| \| 2020年（令和2年） \| 98,255人 \| \| |                                        |  |
| 総務省統計局 国勢調査より |                                        |  |
| 1970年（昭和45年） | 77,996人                               |  |
| 1975年（昭和50年） | 90,426人                               |  |
| 1980年（昭和55年） | 92,141人                               |  |
| 1985年（昭和60年） | 92,049人                               |  |
| 1990年（平成2年） | 93,837人                               |  |
| 1995年（平成7年） | 95,521人                               |  |
| 2000年（平成12年） | 97,923人                               |  |
| 2005年（平成17年） | 99,055人                               |  |
| 2010年（平成22年） | 99,730人                               |  |
| 2015年（平成27年） | 98,359人                               |  |
| 2020年（令和2年） | 98,255人                               |  |

### 隣接自治体
愛知県
- 一宮市
- 岩倉市
- 小牧市
- 丹羽郡大口町
- 丹羽郡扶桑町

岐阜県
- 各務原市

## 歴史

### 沿革
1954年（昭和29年）6月1日に丹羽郡古知野町・布袋町、葉栗郡宮田町・草井村の3町1村が合併し江南市が発足。いわゆる「昭和の大合併」で設立された市である。
町村合併促進法制定当初は古知野町の主導により同町と宮田町、草井村による2町1村合併による西丹市が構想され、協議の過程で市名を古知野市に改めて県に申請した。しかし当該町村域では中心市街地の戸数が全体の4割程度であり、市制施行要件を満たさないとして、愛知県町村合併促進審議会はこれを却下した。審議会は布袋町が加われば合併を許可する見解を示したが、布袋町は丹羽郡大口村（現・大口町）・千秋村（現・一宮市千秋町）との合併協議を進めようとしていた所であった。
布袋町は古知野町ほか2町1村に対し「市名の変更」「市庁舎を古知野町・布袋町間の適地に新築する」ことを合併条件として提示し、これを2町1村が拒否したことで交渉は暗礁に乗り上げた。一方、愛知県では2町1村による市制施行が可能か自治庁に確認を行ったが、2町1村（世帯戸数3万3000）では市制を許可しないとの回答を受け、審議会および県知事は関係自治体に3町1村による合併を再勧告した。再勧告により協議が再開され最終的に各自治体とも合併に合意した。市名には旧町村名を用いないことになり、これまでの紆余曲折からその選定も紛糾することが予想されたため、命名は県知事の桑原幹根に一任された。市井の間では丹羽市、久和野市、尾北市などが候補として噂された。
桑原が最初に提案したのは桑野市であった。この地域は養蚕業が盛んであり、蚕業試験場があり桑畑が広がっていた布袋町を「桑」で表し、それと古知野の「野」を組み合わせたものであった。しかし奇しくもこの組み合わせは桑原の「桑」と副知事（水野鐘一）の「野」とも捉えることができたため、そう解釈した者から批判にさらされた。桑原は全くの偶然とし、そのような解釈は不本意であったが、桑野（くわの）では比較的近隣の三重県桑名（くわな）市と響きが似て紛らわしいという指摘もあり、結局「桑野市」案は取り下げられた。
桑野市に代わって桑原が提案したのが現行市名の江南市である。これは「木曽川の南」を意味しているが、木曽川を「江」と表現したのは杜甫の漢詩「江南逢李亀年」に由来する。桑原は別案を考えるにあたって市域北部を流れる木曽川に着目したが、その雄大さを表現するにあたり揚子江（長江）の景観をしたためた杜甫の漢詩が頭に浮かんだ。そして木曽川は日本の代表的な川の一つであり、「江」と呼ぶに相応しいとして「江」の南、すなわち「江南」と命名したという。
市結成当初は暫定で旧・古知野町役場を市役所として使用したが、布袋町が主張していた「布袋町寄り」の市役所は昭和30年代に入って布袋町と古知野町の境界にあたる現在の赤童子町大堀に建設され、現在も使用されている。
2022年現在では、江南市古知野町から布袋町に至るまで、市街地が途切れずにつながっている。またこの市街地は北側の旧宮田町や旧草井村の一部にも達しており、合併した4つの町村は市街地として完全に一体化したものといえる。

### 自治体の変遷
| 郡       | 明治22年以前 | 明治22年以前 | 明治22年10月1日                                | 明治22年 - 明治45年                            | 明治22年 - 明治45年                | 大正1年 - 大正15年          | 昭和1年 - 現在             |
| -------- | ------------ | ------------ | ---------------------------------------------- | ---------------------------------------------- | ---------------------------------- | --------------------------- | -------------------------- |
| 丹 羽 郡 | 古知野村     | 古知野村     | 古知野村                                       | 明治29年11月3日 町制 古知野町                  | 明治39年5月1日 合併 古知野町       | 古知野町                    | 昭和29年6月1日 合併 江南市 |
| 丹 羽 郡 | 和田勝佐村   | 和田勝佐村   | 和勝村                                         | 和勝村                                         | 明治39年5月1日 合併 古知野町       | 古知野町                    | 昭和29年6月1日 合併 江南市 |
| 丹 羽 郡 | 下般若村     |              | 和勝村                                         | 和勝村                                         | 明治39年5月1日 合併 古知野町       | 古知野町                    | 昭和29年6月1日 合併 江南市 |
| 丹 羽 郡 | 中般若村     |              | 和勝村                                         | 和勝村                                         | 明治39年5月1日 合併 古知野町       | 古知野町                    | 昭和29年6月1日 合併 江南市 |
| 丹 羽 郡 | 宮後村       | 宮後村       | 旭村                                           | 旭村                                           | 明治39年5月1日 合併 古知野町       | 古知野町                    | 昭和29年6月1日 合併 江南市 |
| 丹 羽 郡 | 前野村       |              | 旭村                                           | 旭村                                           | 明治39年5月1日 合併 古知野町       | 古知野町                    | 昭和29年6月1日 合併 江南市 |
| 丹 羽 郡 | 江森村       |              | 旭村                                           | 旭村                                           | 明治39年5月1日 合併 古知野町       | 古知野町                    | 昭和29年6月1日 合併 江南市 |
| 丹 羽 郡 | 山尻村       |              | 旭村                                           | 旭村                                           | 明治39年5月1日 合併 古知野町       | 古知野町                    | 昭和29年6月1日 合併 江南市 |
| 丹 羽 郡 | 高屋村       | 両高屋村     | 両高屋村                                       | 両高屋村                                       | 明治39年5月1日 合併 古知野町       | 古知野町                    | 昭和29年6月1日 合併 江南市 |
| 丹 羽 郡 | 北高屋村     | 両高屋村     | 両高屋村                                       | 両高屋村                                       | 明治39年5月1日 合併 古知野町       | 古知野町                    | 昭和29年6月1日 合併 江南市 |
| 丹 羽 郡 | 東野村       | 東野村       | 東野村                                         | 東野村                                         | 明治39年5月1日 合併 古知野町       | 古知野町                    | 昭和29年6月1日 合併 江南市 |
| 丹 羽 郡 | 上奈良村     | 上奈良村     | 豊原村 （上奈良・島宮）                        | 明治26年11月30日 東野村に編入                  | 明治39年5月1日 合併 古知野町       | 古知野町                    | 昭和29年6月1日 合併 江南市 |
| 丹 羽 郡 | 島宮村       |              | 豊原村 （上奈良・島宮）                        | 明治26年11月30日 東野村に編入                  | 明治39年5月1日 合併 古知野町       | 古知野町                    | 昭和29年6月1日 合併 江南市 |
| 丹 羽 郡 | 赤童子村     | 赤童子村     | 栄村（赤童子）                                 | 栄村（赤童子）                                 | 明治39年5月1日 合併 古知野町       | 古知野町                    | 昭和29年6月1日 合併 江南市 |
| 丹 羽 郡 | 山王村       | 山王村       | 秋津村 （山王・北野・ 石枕・尾崎）             | 秋津村 （山王・北野・ 石枕・尾崎）             | 明治39年5月1日 合併 古知野町       | 古知野町                    | 昭和29年6月1日 合併 江南市 |
| 丹 羽 郡 | 北野村       |              | 秋津村 （山王・北野・ 石枕・尾崎）             | 秋津村 （山王・北野・ 石枕・尾崎）             | 明治39年5月1日 合併 古知野町       | 古知野町                    | 昭和29年6月1日 合併 江南市 |
| 丹 羽 郡 | 石枕村       |              | 秋津村 （山王・北野・ 石枕・尾崎）             | 秋津村 （山王・北野・ 石枕・尾崎）             | 明治39年5月1日 合併 古知野町       | 古知野町                    | 昭和29年6月1日 合併 江南市 |
| 丹 羽 郡 | 尾崎村       |              | 秋津村 （山王・北野・ 石枕・尾崎）             | 秋津村 （山王・北野・ 石枕・尾崎）             | 明治39年5月1日 合併 古知野町       | 古知野町                    | 昭和29年6月1日 合併 江南市 |
| 丹 羽 郡 | 小折村       | 小折村       | 小折村                                         | 明治27年11月26日 町制・改称 布袋町             | 明治27年11月26日 町制・改称 布袋町 | 布袋町                      | 昭和29年6月1日 合併 江南市 |
| 丹 羽 郡 | 小折村       | 布袋野村     | 小折村                                         | 明治27年11月26日 町制・改称 布袋町             | 明治27年11月26日 町制・改称 布袋町 | 布袋町                      | 昭和29年6月1日 合併 江南市 |
| 丹 羽 郡 | 五明村       |              | 小折村                                         | 明治27年11月26日 町制・改称 布袋町             | 明治27年11月26日 町制・改称 布袋町 | 布袋町                      | 昭和29年6月1日 合併 江南市 |
| 丹 羽 郡 | 曽本村       |              | 小折村                                         | 明治27年11月26日 町制・改称 布袋町             | 明治27年11月26日 町制・改称 布袋町 | 布袋町                      | 昭和29年6月1日 合併 江南市 |
| 丹 羽 郡 | 木賀村       | 木賀村       | 栄村 （木賀・中奈良）                          | 栄村 （木賀・中奈良）                          | 明治39年5月1日 布袋町に編入        | 布袋町                      | 昭和29年6月1日 合併 江南市 |
| 丹 羽 郡 | 中奈良村     |              | 栄村 （木賀・中奈良）                          | 栄村 （木賀・中奈良）                          | 明治39年5月1日 布袋町に編入        | 布袋町                      | 昭和29年6月1日 合併 江南市 |
| 丹 羽 郡 | 東大海道村   | 東大海道村   | 秋津村 （東大海道・今市場・ 力長・安良・寄木） | 秋津村 （東大海道・今市場・ 力長・安良・寄木） | 明治39年5月1日 布袋町に編入        | 布袋町                      | 昭和29年6月1日 合併 江南市 |
| 丹 羽 郡 | 今市場村     |              | 秋津村 （東大海道・今市場・ 力長・安良・寄木） | 秋津村 （東大海道・今市場・ 力長・安良・寄木） | 明治39年5月1日 布袋町に編入        | 布袋町                      | 昭和29年6月1日 合併 江南市 |
| 丹 羽 郡 | 力長村       |              | 秋津村 （東大海道・今市場・ 力長・安良・寄木） | 秋津村 （東大海道・今市場・ 力長・安良・寄木） | 明治39年5月1日 布袋町に編入        | 布袋町                      | 昭和29年6月1日 合併 江南市 |
| 丹 羽 郡 | 安良村       |              | 秋津村 （東大海道・今市場・ 力長・安良・寄木） | 秋津村 （東大海道・今市場・ 力長・安良・寄木） | 明治39年5月1日 布袋町に編入        | 布袋町                      | 昭和29年6月1日 合併 江南市 |
| 丹 羽 郡 | 寄木村       |              | 秋津村 （東大海道・今市場・ 力長・安良・寄木） | 秋津村 （東大海道・今市場・ 力長・安良・寄木） | 明治39年5月1日 布袋町に編入        | 布袋町                      | 昭和29年6月1日 合併 江南市 |
| 葉 栗 郡 | 宮田村       | 宮田村       | 宮田村                                         | 宮田村                                         | 明治39年5月1日 合併 宮田村         | 大正13年2月15日 町制 宮田町 | 昭和29年6月1日 合併 江南市 |
| 葉 栗 郡 | 前飛保村     | 前飛保村     | 飛保村                                         | 飛保村                                         | 明治39年5月1日 合併 宮田村         | 大正13年2月15日 町制 宮田町 | 昭和29年6月1日 合併 江南市 |
| 葉 栗 郡 | 後飛保村     |              | 飛保村                                         | 飛保村                                         | 明治39年5月1日 合併 宮田村         | 大正13年2月15日 町制 宮田町 | 昭和29年6月1日 合併 江南市 |
| 葉 栗 郡 | 松竹村       |              | 飛保村                                         | 飛保村                                         | 明治39年5月1日 合併 宮田村         | 大正13年2月15日 町制 宮田町 | 昭和29年6月1日 合併 江南市 |
| 葉 栗 郡 | 草井村       | 草井村       | 小草鹿村                                       | 明治28年9月30日 分立 草井村                    | 明治39年5月1日 合併 草井村         | 草井村                      | 昭和29年6月1日 合併 江南市 |
| 葉 栗 郡 | 小杁村       | 小杁村       | 小草鹿村                                       | 明治28年9月30日 分立 小鹿村                    | 明治39年5月1日 合併 草井村         | 草井村                      | 昭和29年6月1日 合併 江南市 |
| 葉 栗 郡 | 鹿子島村     |              | 小草鹿村                                       | 明治28年9月30日 分立 小鹿村                    | 明治39年5月1日 合併 草井村         | 草井村                      | 昭和29年6月1日 合併 江南市 |
| 葉 栗 郡 | 村久野村     | 村久野村     | 村久野村                                       | 村久野村                                       | 明治39年5月1日 合併 草井村         | 草井村                      | 昭和29年6月1日 合併 江南市 |

## 行政

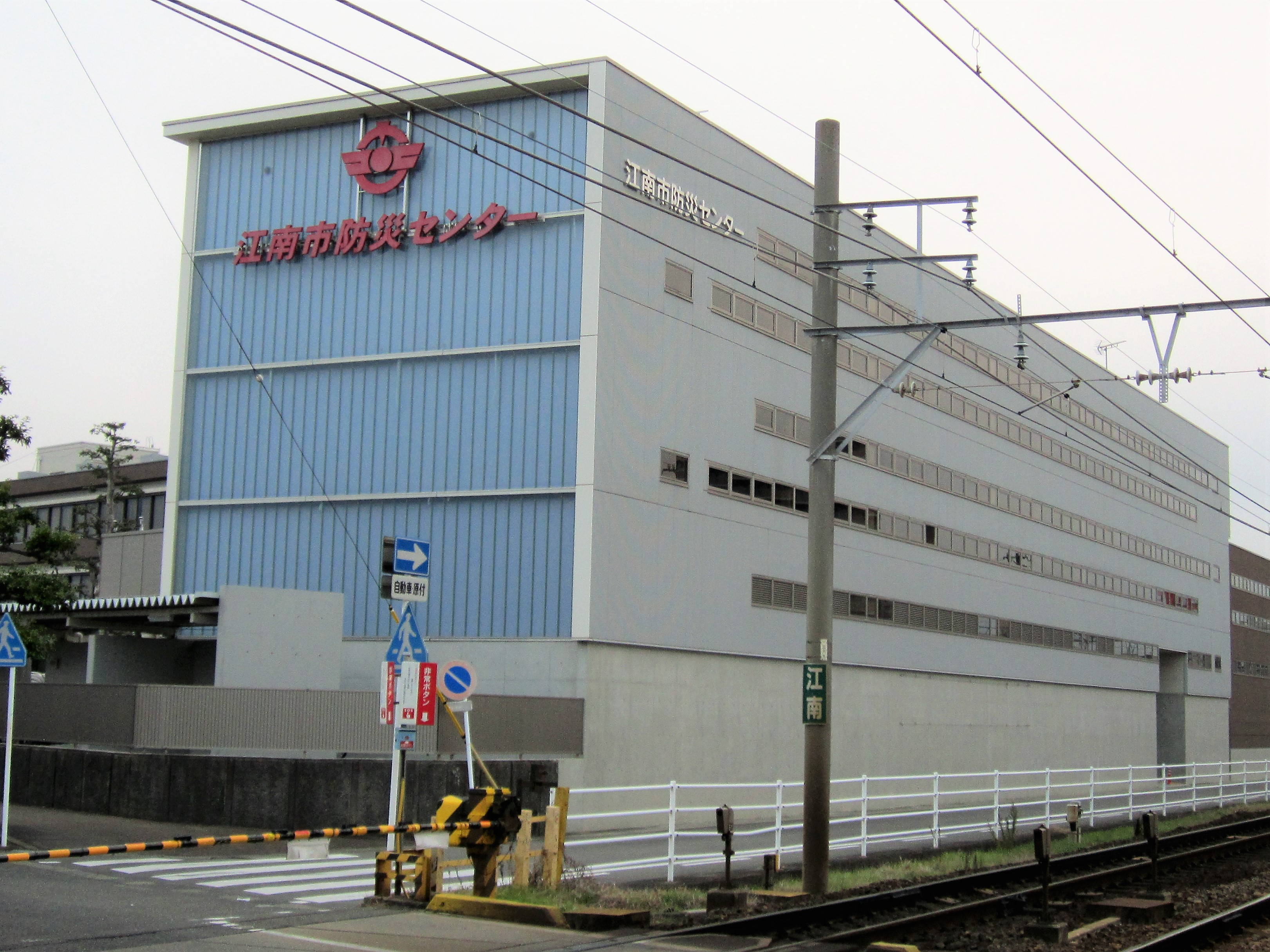
江南市防災センター

### 市長
- 澤田和延（2015年4月30日就任） - 元・江南市議会議長。2015年4月26日に行われた市長選挙で初当選。

歴代市長
| 代 | 氏名     | 就任日        | 退任日        |
| -- | -------- | ------------- | ------------- |
| 1  | 小玉進亮 | 1954年7月15日 | 1956年1月19日 |
| 2  | 滝保五郎 | 1956年2月22日 | 1959年3月31日 |
| 3  | 古池元吉 | 1959年4月30日 | 1963年4月29日 |
| 4  | 滝一男   | 1963年4月30日 | 1975年4月29日 |
| 5  | 福田清   | 1975年4月30日 | 1987年4月29日 |
| 6  | 倉知克己 | 1987年4月30日 | 1991年4月29日 |
| 7  | 大池良平 | 1991年4月30日 | 2003年4月29日 |
| 8  | 堀元     | 2003年4月30日 | 2015年4月29日 |
| 9  | 澤田和延 | 2015年4月30日 | （現職）      |

- 7代目就任までの出典：江南市史編纂委員会（編）『江南市史 本文編』江南市、2001年、675頁。

### 役所
- 江南市役所
- 江南市防災センター

### 条例
- 歩きスマホ禁止条例 - 2023年（令和5年）3月17日、江南市議会において、「歩きスマホ」を市内の道路や駅前広場などで禁止する条例案が可決される見通しとなった[5]。同年4月1日施行。罰則はないが、条例に基づいて違反者にスマホ操作をやめるよう注意することができるようになるという。歩きスマホに限定した条例が成立するのは東海3県で初。江南市の駅前では歩きスマホの人が視覚障害者と接触し、障害者が手に持っていたつえを折るなどのトラブルもあった。

## 議会

### 県議会
2023年愛知県議会議員選挙
- 選挙区：江南市選挙区
- 定数：1人
- 投票日：2023年4月9日

| 候補者名 | 当落 | 年齢 | 所属党派   | 新旧別 | 得票数 |
| -------- | ---- | ---- | ---------- | ------ | ------ |
| 村瀬正臣 | 当   | 55   | 自由民主党 | 現     | 無投票 |

この選挙は定数1名に対し立候補者1名で無投票となったが、市ホームページ、メール、LINEで広報されただけだったため、インターネットが使えない住民らが多数投票に行ってしまう事態となった。
2019年愛知県議会議員選挙
- 選挙区：江南市選挙区
- 定数：1人
- 投票日：2019年4月7日
- 当日有権者数：82,456人[7]
- 投票率：34.01％[7]

| 候補者名 | 当落 | 年齢 | 所属党派   | 新旧別 | 得票数   |
| -------- | ---- | ---- | ---------- | ------ | -------- |
| 村瀬正臣 | 当   | 51   | 自由民主党 | 新     | 15,065票 |
| 伊神健雄 | 落   | 44   | 無所属     | 新     | 12,357票 |

2015年愛知県議会議員選挙
- 選挙区：江南市選挙区
- 定数：1人
- 投票日：2015年4月12日
- 当日有権者数：80,241人[8]
- 投票率：36.79％[8]

| 候補者名 | 当落 | 年齢 | 党派名     | 新旧別 | 得票数   |
| -------- | ---- | ---- | ---------- | ------ | -------- |
| 奥村悠二 | 当   | 71   | 自由民主党 | 現     | 15,586票 |
| 江口雅明 | 落   | 56   | 無所属     | 新     | 13,378票 |

### 衆議院
- 選挙区：愛知10区 （一宮市（旧尾西市域を除く）、江南市、岩倉市、大口町、扶桑町）
- 任期：2021年10月31日 - 2025年10月30日
- 投票日：2021年10月31日
- 当日有権者数：436,560人[9]
- 投票率：54.49％

| 当落 | 候補者名   | 年齢 | 所属党派     | 新旧別 | 得票数   | 重複 |
| ---- | ---------- | ---- | ------------ | ------ | -------- | ---- |
| 当   | 江崎鉄磨   | 78   | 自由民主党   | 前     | 81,107票 |      |
| 比当 | 杉本和巳   | 61   | 日本維新の会 | 前     | 62,601票 | ○    |
|      | 藤原規眞   | 43   | 立憲民主党   | 新     | 53,375票 | ○    |
|      | 安井美沙子 | 56   | れいわ新選組 | 新     | 20,989票 | ○    |
|      | 板倉正文   | 63   | 日本共産党   | 新     | 13,605票 |      |

## 官公庁・施設

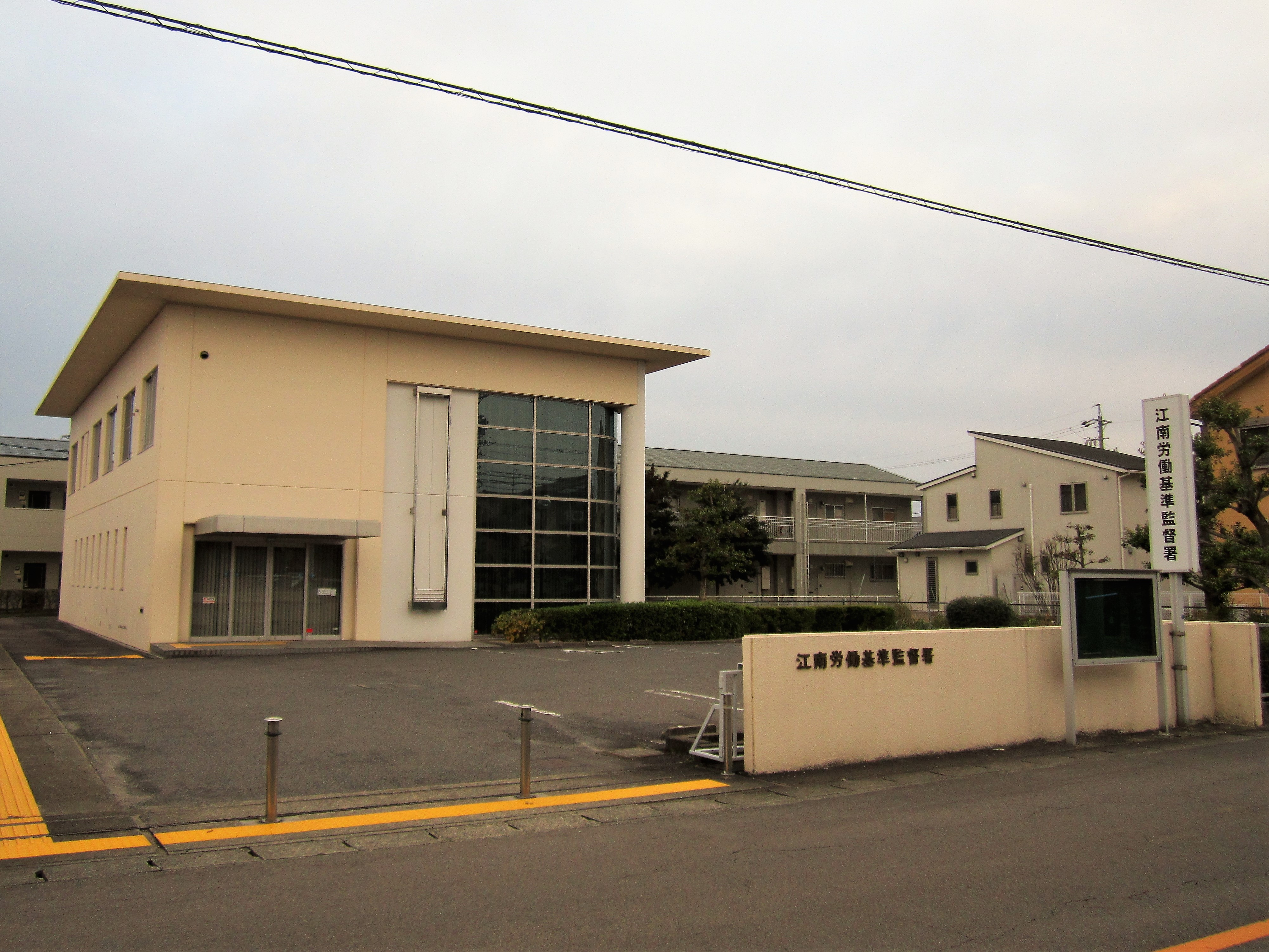
江南労働基準監督署

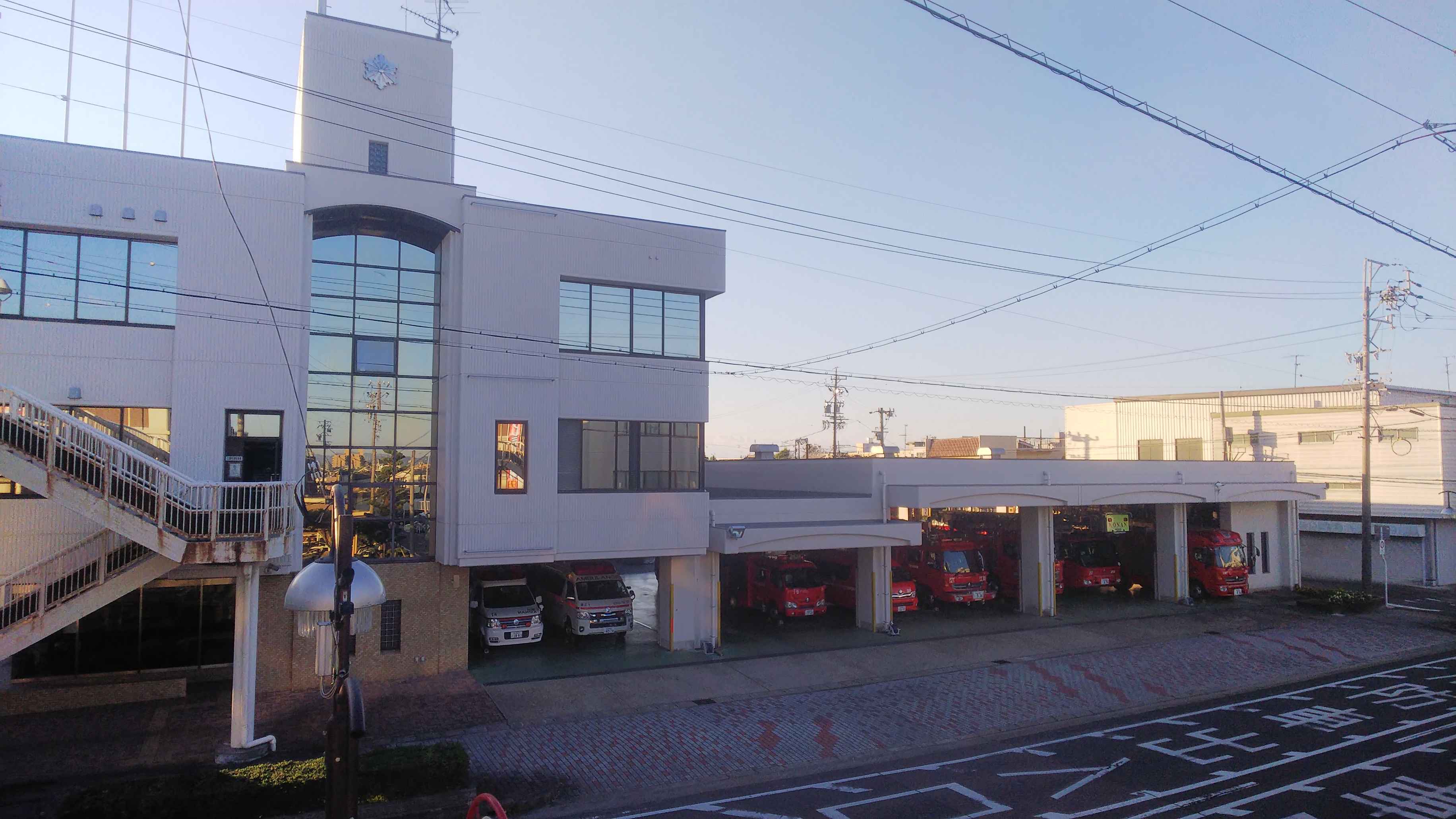
江南市消防本部

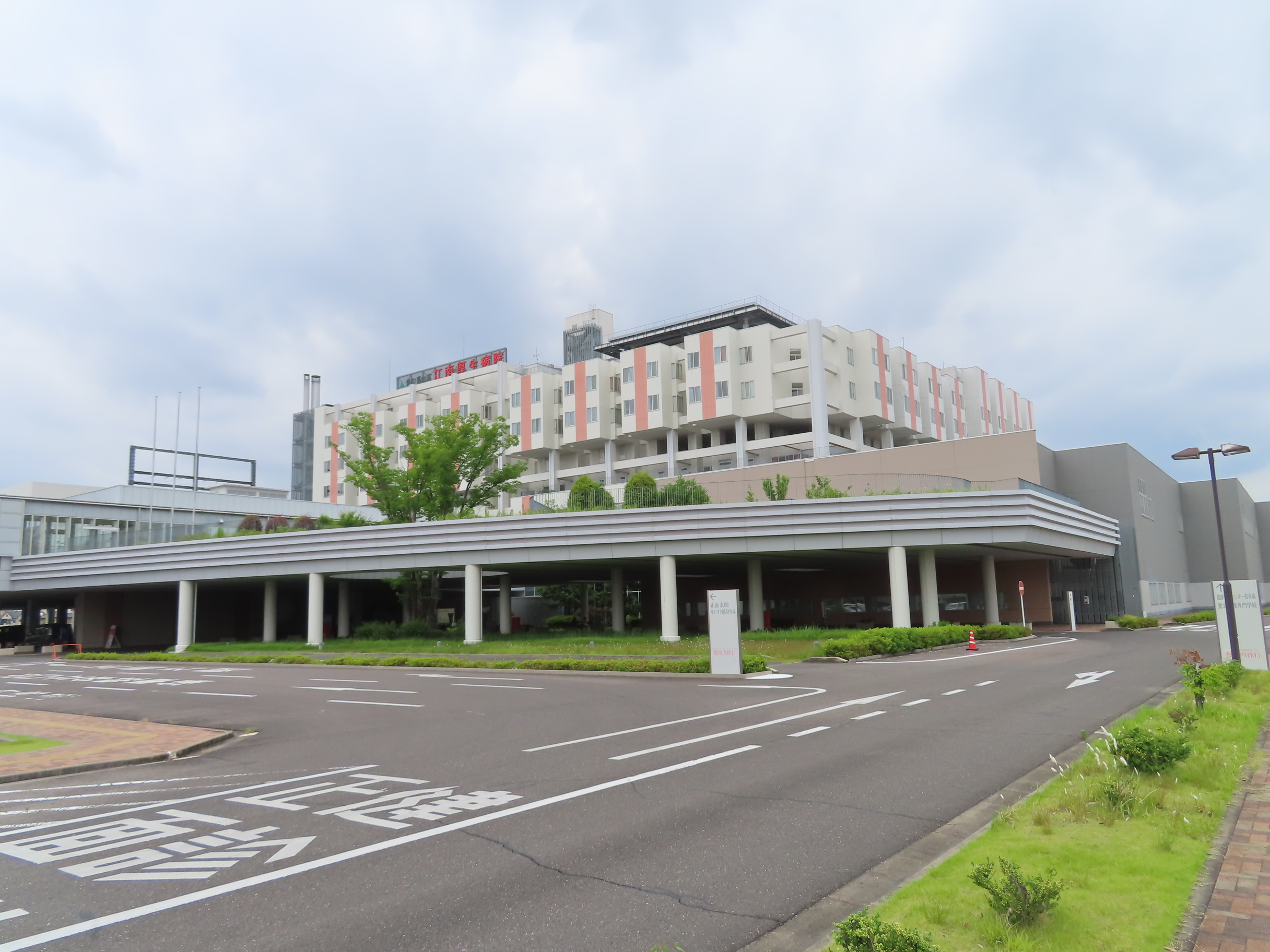
江南厚生病院

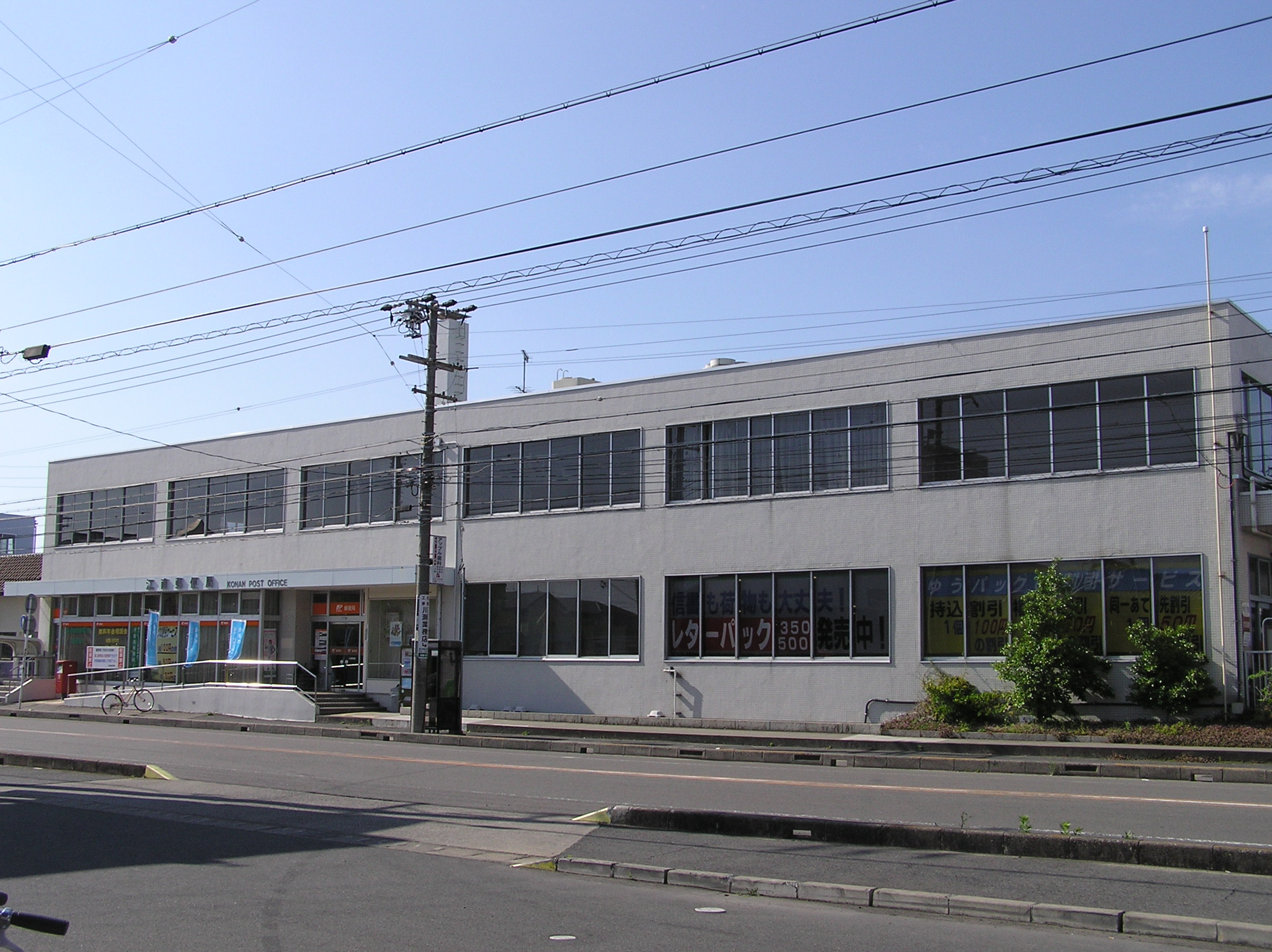
江南郵便局

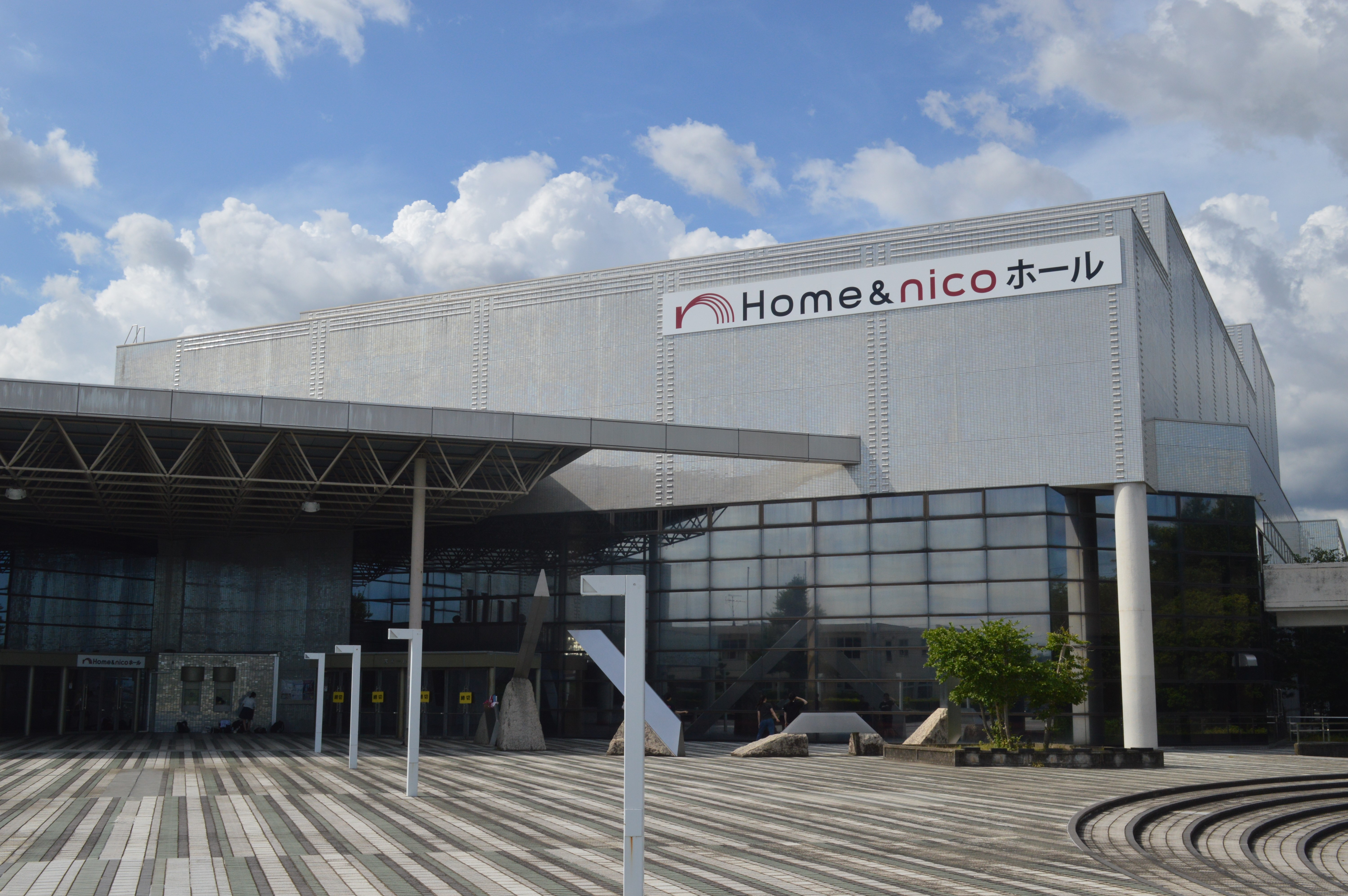
江南市民文化会館

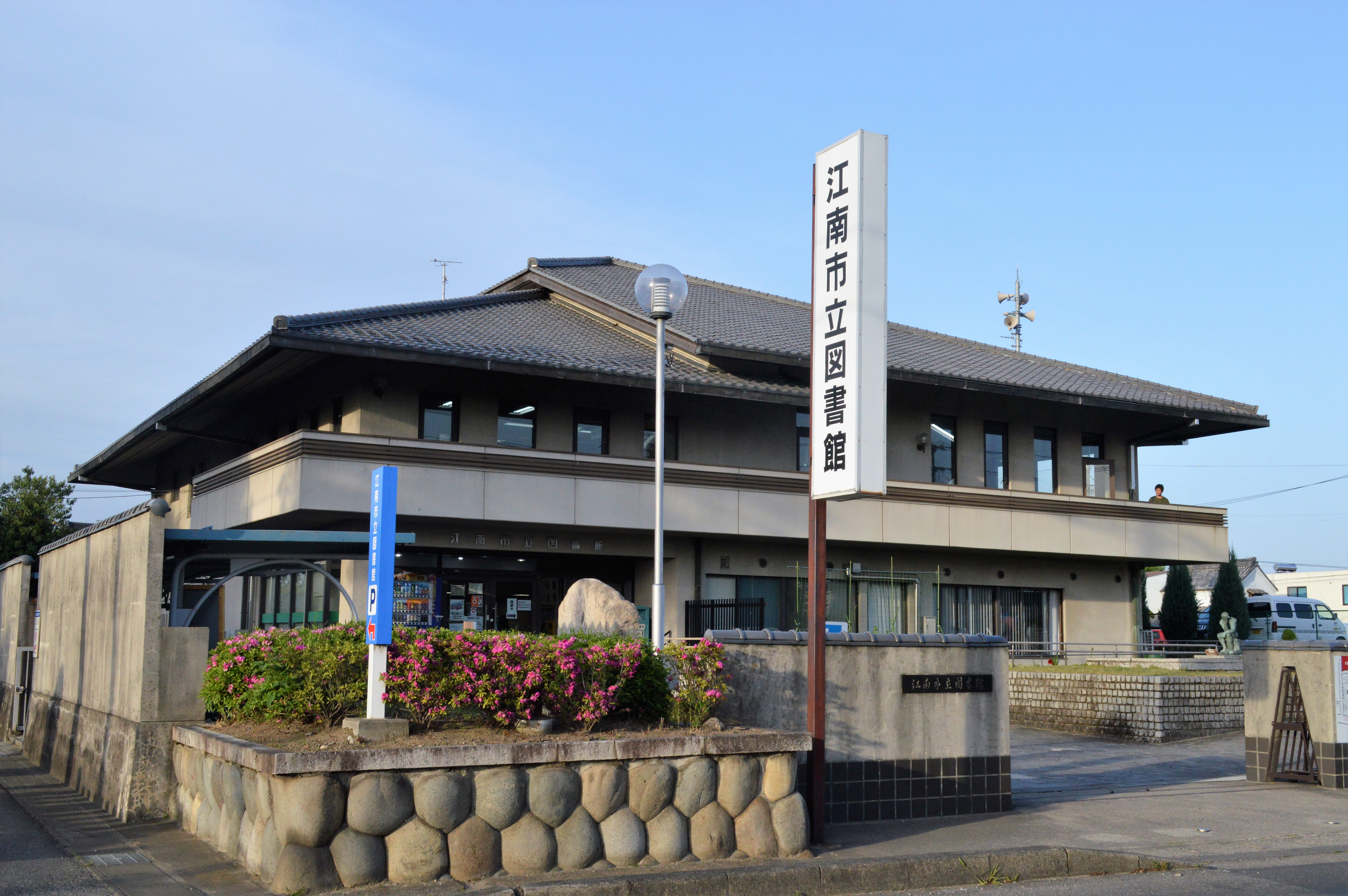
江南市立図書館

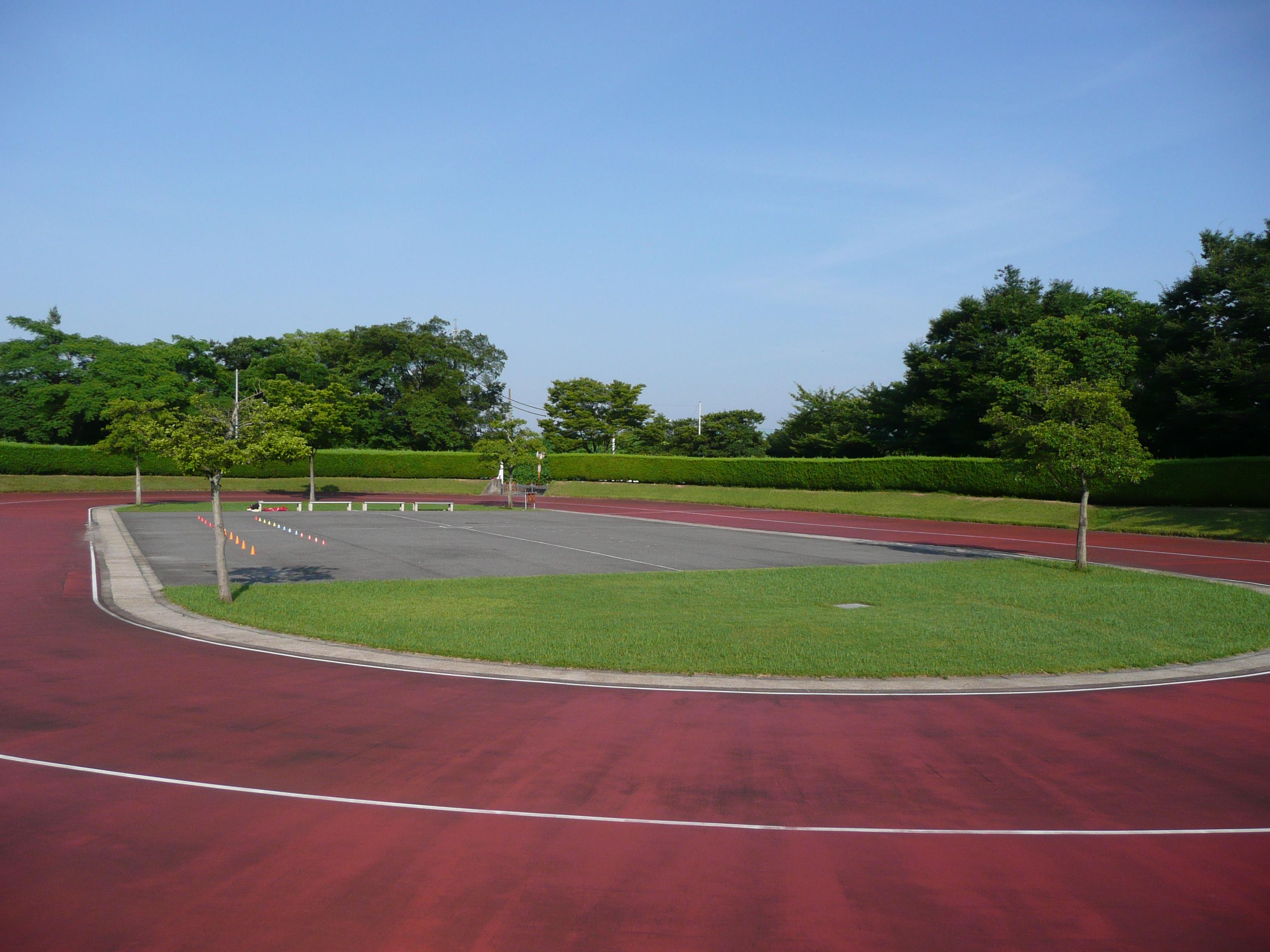
蘇南公園ローラースケート場

### 厚生労働省
- 愛知労働局
  - 江南労働基準監督署

### 警察
本部
- 愛知県江南警察署 - 江南市のほか、岩倉市、丹羽郡大口町を管轄。布袋町木賀に所在。

交番
- 江南駅前交番（古知野町、駅西口）
- 東野交番（古知野東野町）
- 宮田交番（宮田後飛保町）
- 和田交番（草井和田町）
- 布袋交番（布袋駅東口）

### 消防
本部
- 江南市消防本部

消防署
- 江南市消防署（古知野赤童子町市役所西側）

分署
- 消防署東分署（安良町八王子121番地）

### 医療
- 江南厚生病院 （古知野高屋町）
- 佐藤病院（古知野上奈良町）
- 江南市保健センター （古知野北野町）

### 郵便局
主な郵便局
- 江南郵便局
- 布袋郵便局
- 宮田郵便局

### 文化施設
交流施設
- 江南市民文化会館

図書館
- 江南市立図書館

### 運動施設
- 江南市スポーツプラザ
  - KTXアリーナ（江南市スポーツセンター）
    - メインアリーナ
    - サブアリーナ
    - トレーニング室
    - フィットネススタジオ

  - 武道館（剣道場、柔道場）
  - 市営グランド（軟式野球１面）
  - 市営テニスコート（全天候コート2面）
- 緑地公園
  - 草井グランド
    - サッカー場、芝生公園
    - 軟式野球場（軟式野球１面）
    - ソフトボール場（ソフトボール２面）
    - グラウンドゴルフ場

  - 中般若グランド
    - テニスコート（全天候コート６面）
    - グランド（ソフトボール１面、少年軟式野球１面）
- 蘇南公園
  - 多目的グランド（ソフトボール２面、少年軟式野球２面、サッカー１面、陸上競技場400mトラック）
  - 南野グランド（ソフトボール１面、少年軟式野球１面）
  - 多目的広場（ソフトボール１面、少年軟式野球１面）
  - グランド（ソフトボール１面、少年軟式野球１面）
  - ローラースケート場
  - パークゴルフ場（パークゴルフ１８コース）
  - テニスコート（天候コート６面）
  - ドッグラン広場
  - 多目的スペース
  - バスケットゴール
  - 多目的コート
  - 芝生広場

## 対外関係

### 姉妹都市・提携都市

#### 海外
フレンドシップ相手国
2005年に開催された愛知万博では「一市町村一国フレンドシップ事業」が行われた。名古屋市を除く愛知県内の市町村が120の万博公式参加国をフレンドシップ相手国として迎え入れた。
- ブルキナファソ国
- ミクロネシア連邦

#### 国内
提携都市
- 津島市（中部地方 愛知県）
2004年（平成16年）9月1日 - 災害時相互応援協定締結
- 藤岡市（関東地方 群馬県）
2004年（平成16年）9月1日 - 災害時相互応援協定締結
- 富岡市（関東地方 群馬県）
2004年（平成16年）9月1日 - 災害時相互応援協定締結
- 羽生市（関東地方 埼玉県）
2004年（平成16年）9月1日 - 災害時相互応援協定締結
- 春日部市（関東地方 埼玉県）
2004年（平成16年）9月1日 - 災害時相互応援協定締結
- 富士見市（関東地方 埼玉県）
2004年（平成16年）9月1日 - 災害時相互応援協定締結
- 藤沢市（関東地方 神奈川県）
2004年（平成16年）9月1日 - 災害時相互応援協定締結
- 藤枝市（中部地方 静岡県）
2004年（平成16年）9月1日 - 災害時相互応援協定締結

## 経済

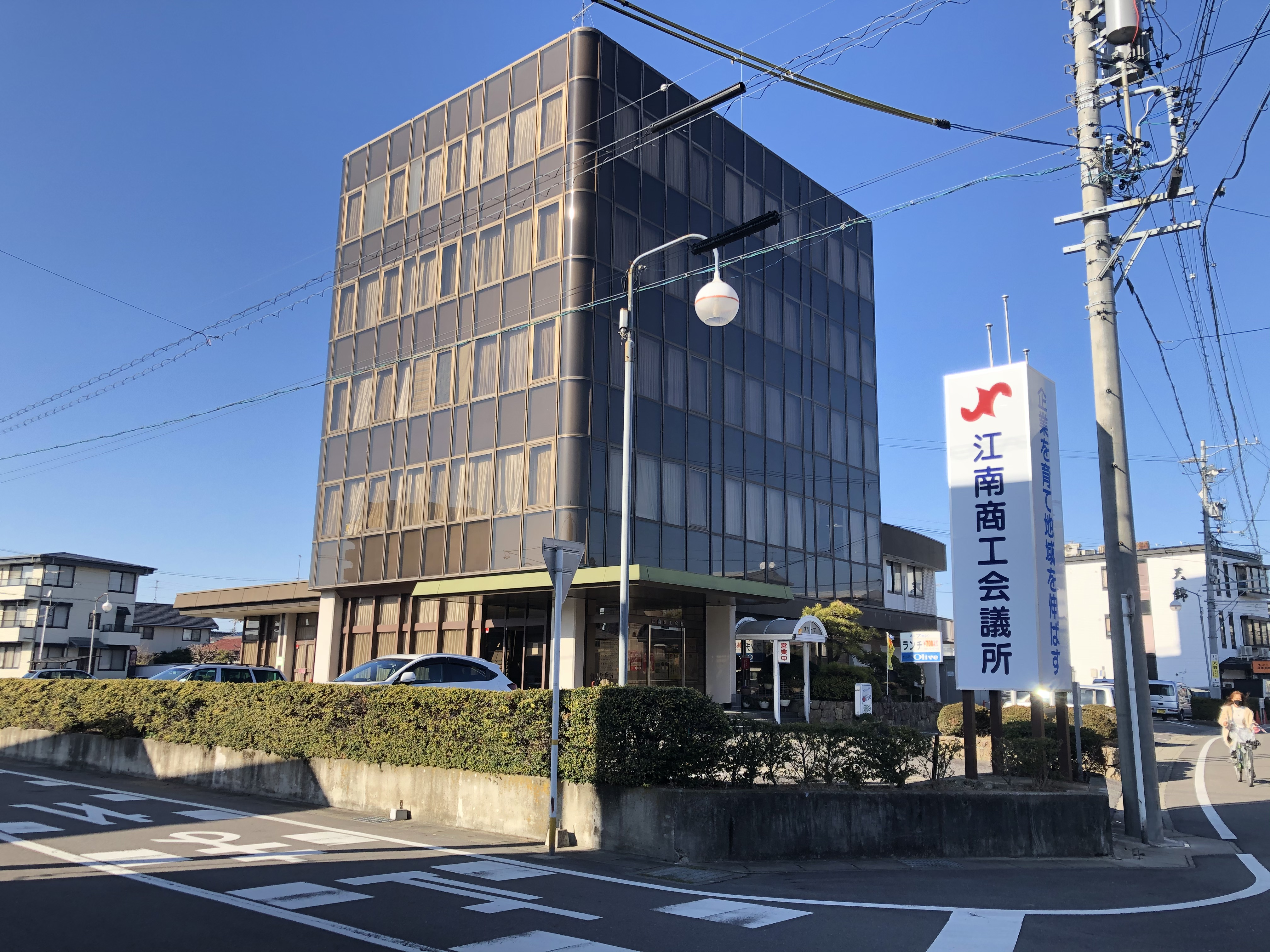
江南商工会議所

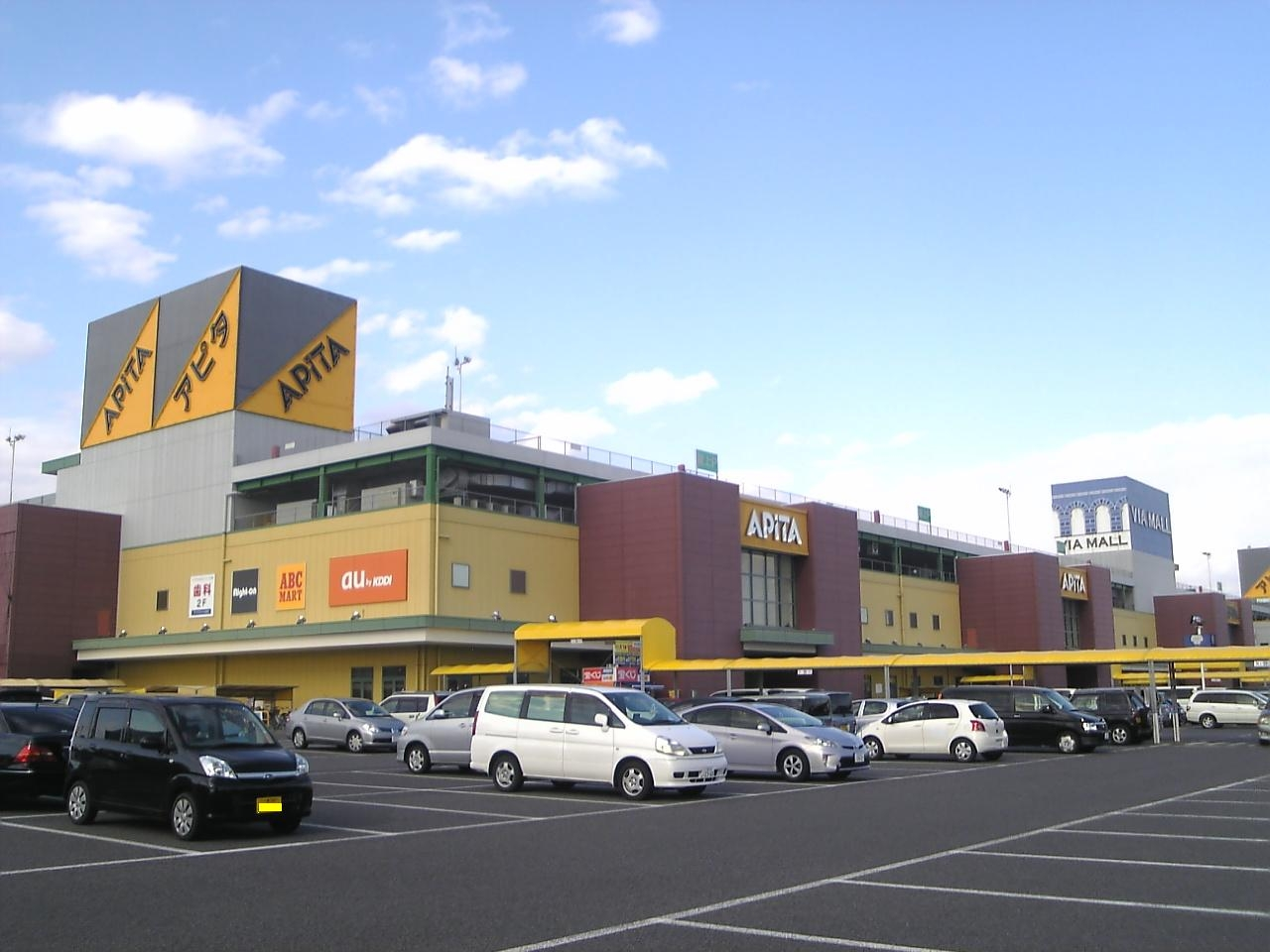
ヴィアモール江南

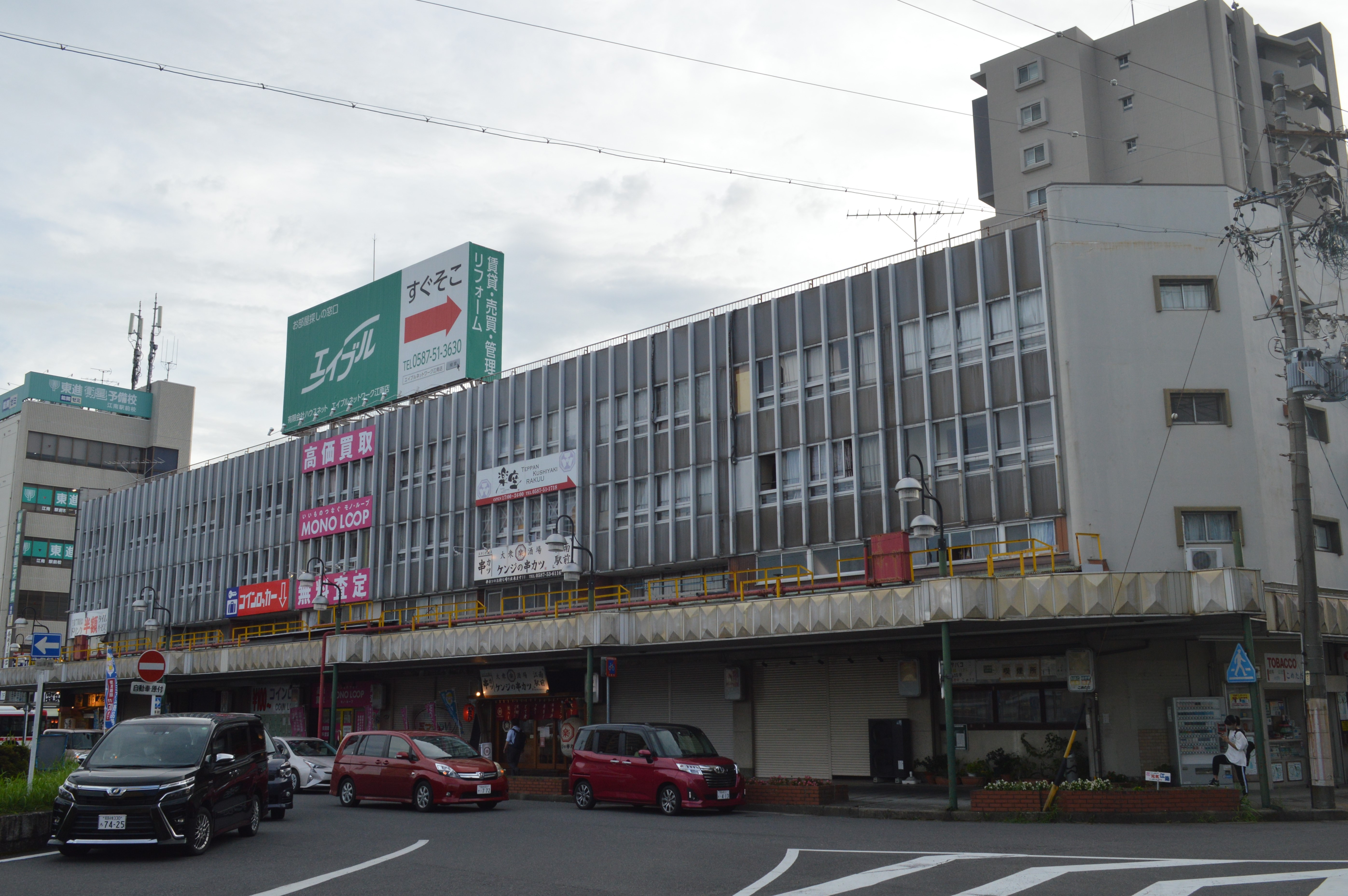
江南駅前第一ビル

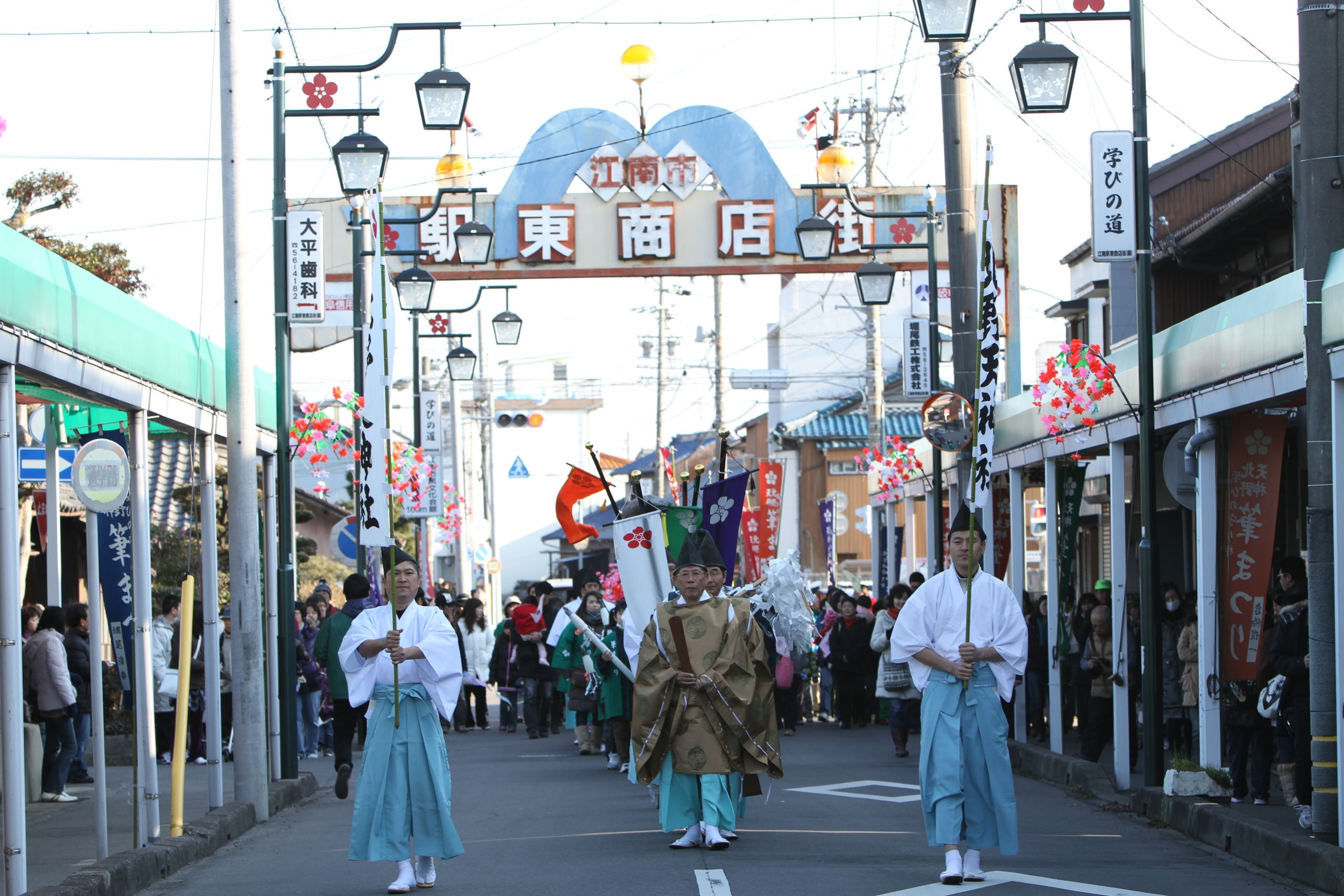
駅東商店街

工業が盛んである。タキヒヨーグループを創業し、滝学園創立に尽力した瀧家の出身地としても知られる。かつて瀧文庫があった。

### 第一次産業

#### 農業
農業協同組合
- 愛知北農業協同組合（JA愛知北）
  - 本店・江南支店（古知野町）
  - 布袋支店
  - 江南北支店（草井和田町）
  - 草井支店（草井小入町）
  - 宮田支店

#### 養蚕業
江戸中期に始まった養蚕の伝統を持つ。カーテンに使用する生地繊維製品の生産量は日本一である。

### 第二次産業

#### 工業
酒蔵としては勲碧酒造、山星酒造、丸井合名会社などがある。江南駅近くには電子製品やゲームソフトで有名なサン電子株式会社がある。食品では森永乳業中京工場、ハウス食品子会社のサンハウス食品などが点在する。
近年では交通の便・立地条件の良さから、コカ・コーラボトラーズジャパン・エスエス製薬・スズケン・トラスコ中山など市北東部に物流拠点を築く企業も多数ある。
市内の主な工場
- グンゼ エンプラ事業部・江南工場（江南市村久野町）
- テクノエフアンドシー 名古屋工場（江南市前野町。ミサワホームの構造用パネル及び住宅部材の製造・販売など）
- 森永乳業 中京工場（江南市中奈良町。工場見学可。アイスクリーム・プリズマパック・カップ飲料を主に生産）
- サンハウス食品（江南市高屋町。ハウス食品の子会社。同社が販売する「ククレカレー」をはじめとするレトルトカレーや、「フルーチェ」などのレトルト食品を製造）
- シキボウ江南（江南市前飛保町。シキボウのグループ企業、繊維製品の製造販売〔織布、ニット、染色加工〕）
- 西部ポリマ化成 名古屋支店・江南工場（江南市小郷町。土木・海洋・産業資材の製品を製造）
- オークマ 江南工場（江南市前野町東１）
- 秋田運輸江南物流センター
- あらた江南物流センター
- コカ・コーラボトラーズジャパン江南物流センター

### 第三次産業

#### 商業
近年では、経済面で貢献の大きかった敷島紡績（現・シキボウ）の江南工場が2003年に株式会社シキボウ江南として分離され、工場敷地の一角にヴィアモール江南（アピタ江南西店）と天風の湯（スーパー銭湯）が建設された。
商店街
- 江南駅東商店街（古知野市街地駅東側）、古知野愛栄町商店街があった。かつての古知野市街地の商店街は江南市内全域及び大口町、扶桑町、一宮市東部を商圏として、尾張地区有数の勢力を誇っていたが、古知野市街地は道路が狭く、一方通行が多く、駐車場も少ないなど車社会において不便なので、大型店に押されて壊滅した。

主な商業施設
現在では県道名古屋江南線、江南関線、一宮犬山線などの幹線道路沿いに多く立地している。
- ヴィアモール江南 （古知野松竹町。アピタ江南西店）
- 平和堂 江南店（古知野上奈良町）
- MEGAドン・キホーテ江南店（古知野村久野町。旧名：アピタ江南店（初代））。2021年（令和3年）にMEGAドン・キホーテ江南店に改称。
- ピアゴ 布袋店（布袋町）
- 大阪屋ショップ 江南店（古知野野白町）
- 西友 江南店（古知野村久野町）
- トップワン 江南店（古知野高屋町）
- 江南ショッピングタウン ピナ（宮田町。衣料品マツオカなど）すぐ西にカネスエ江南西店（令和4年2月開店。ヤマナカ撤退後の空き店舗再利用）
- ヤマダデンキ 江南店（古知野高屋町）
- イエローハット 江南店 （古知野赤童子町）
和田町の市境からすぐのイオンモール扶桑（扶桑町南山名）や、力長町・前野町の市境から近いMEGAドン・キホーテUNY大口店（大口町丸。元ユニー江南古知野店が移転）などが利用されることも多い。
- ミュープラット江南 （古知野町（江南駅付随）

### 本社を置く企業
上場企業
- サン電子（本社機能は名古屋市へ移転されています）

その他の主な企業
- JA愛知北　（農協本部・古知野町）
- トップワン　（古知野野白・スーパーマーケット）
- サンハウス食品（ハウス食品グループの子会社、ココイチカレーなどのレトルト製造。古知野高屋（厚生病院前）

## 情報・生活

### ライフライン
江南市では、電気は中部電力株式会社(中電)、都市ガスは東邦瓦斯株式会社(東邦ガス)がそれぞれ供給している。

#### 電力
電気の供給が開始されたのは江南市発足前の大正時代である。前身の4町村のうち、布袋町・古知野町への供給が1913年（大正2年）5月より開始された。事業者は中島郡一宮町（現・一宮市）に本社を置く一宮電気で、1915年（大正4年）時点では2町のほか宮田村も供給範囲に加えている。このほかにも丹羽郡犬山町（現・犬山市）に本社を置く尾北電気も進出しており、1918年（大正7年）時点では草井村および古知野町の一部を供給範囲に入れていた。現在の市域に電気を供給していたこれら2社は後に名古屋電灯へ吸収され、大正後期には東邦電力（東邦ガスの元・関連会社）の供給範囲に組み入れられた。戦時下の配電統制で中部配電の供給区域となるが、戦後1951年（昭和26年）に中部電力へ継承されて現在に至っている。

#### ガス
都市ガスの供給は江南市発足後で、1957年（昭和32年）4月に開始された。当時は東邦ガスではなく、津島市に本社を置く津島ガスが江南市の誘致に応じて供給していた。東邦ガスも1985年（昭和60年）5月に市内一部地域で供給を開始。2005年（平成17年）7月、東邦ガスが津島ガスの江南地区における事業を譲り受け、現在に至っている。なお、市内にガス工場が設置されており東邦ガスは「江南製造所」として引き継いだものの、都市ガスの天然ガス転換に伴い2005年12月に操業を停止した。

#### 上下水道
上水道
上水道は1975年（昭和50年）3月31日に厚生省から認可を受けて開始された江南市水道事業のほか、市内に3つの簡易水道（草井簡易水道・草井南部簡易水道・南野簡易水道）と、江南団地専用水道が整備・運用されている。市水道事業は市内15ヶ所（1ヶ所は休止中、5ヶ所は予備）の深井戸による自己水源と愛知県営水道からの受水が行なわれているが、簡易水道は5ヶ所の自己水源、江南団地専用水道は4ヶ所の自己水源によってまかなわれている。

下水道
下水道は名古屋港海域等流域別下水道整備総合計画に基づき、五条川右岸流域下水道による処理が行なわれている。1993年度（平成5年度）に事業着手、2002年（平成14年）8月から一部区域での供用を開始した。下水は五条川右岸浄化センター（岩倉市）で処理されたのち、五条川に放流される。令和2年3月31日現在の利用（供用）区域の面積は、636.6haとなっている。

#### 電信
- NTT西日本

市外局番
NTTの市外局番は市内全域0587（一宮MA）が使用される。
市内局番
市内局番は主として50 - 59などが使用される。なお0587の江南市、岩倉市、扶桑町、大口町及び稲沢市から、市外局番0586（市外局番が違うが、同じ料金区域に属する）の一宮市と稲沢市の一部、各務原市川島地区とは市内通話料金で電話がかけられる。
近隣だが名古屋市（052）犬山市、小牧市（以上0568）、岐阜市（058）、各務原市（川島以外は058）などは別料金区域となる。

#### 処理施設
ごみ処理
- 可燃ごみについては江南丹羽環境管理組合の環境美化センター（大口町）で焼却処理されているが、不燃ごみや資源回収はほとんどが民間業者に委託されている[22]。
- 2017年（平成29年）に尾張北部環境組合が設置された。

## 教育

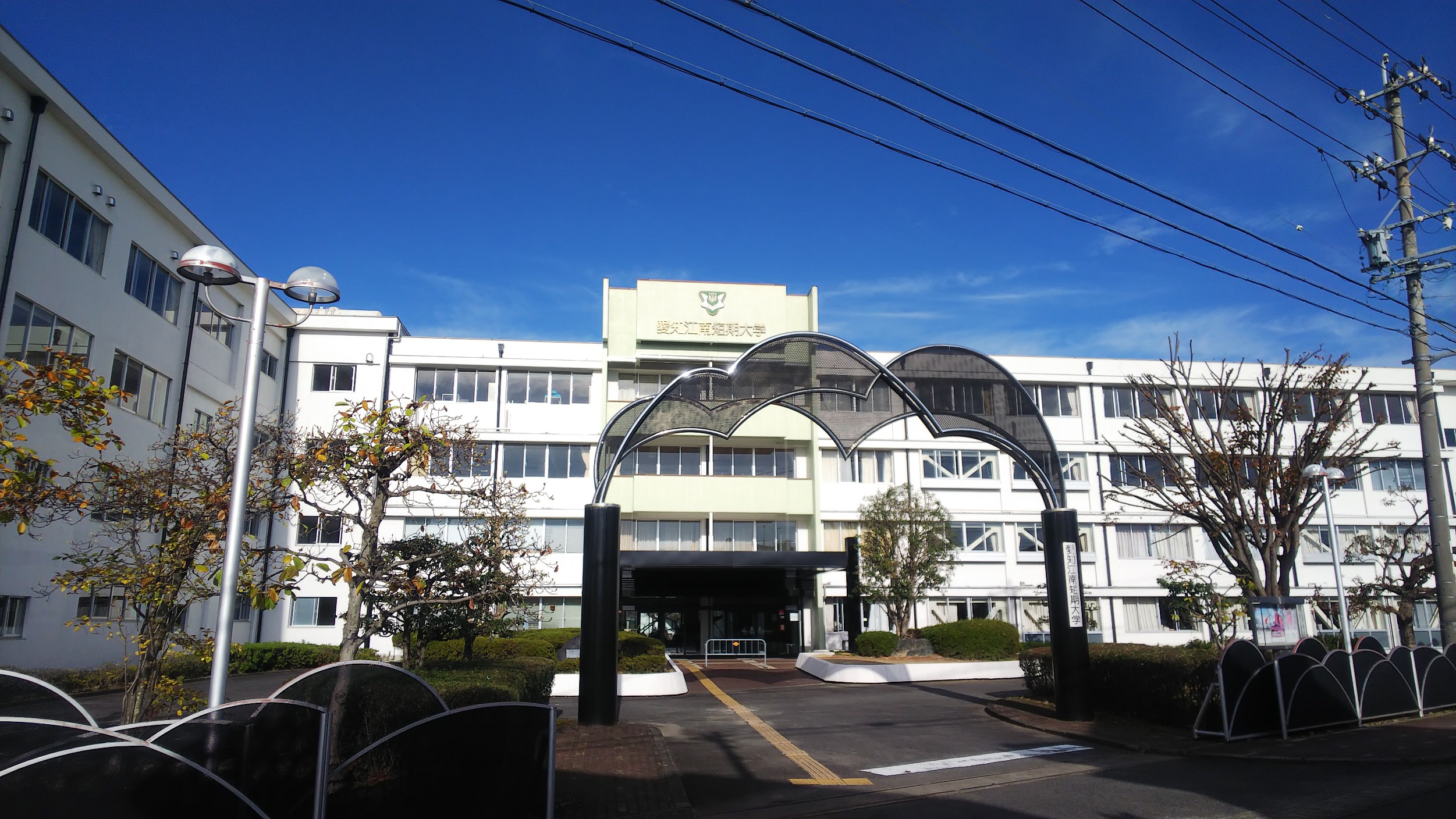
愛知江南短期大学

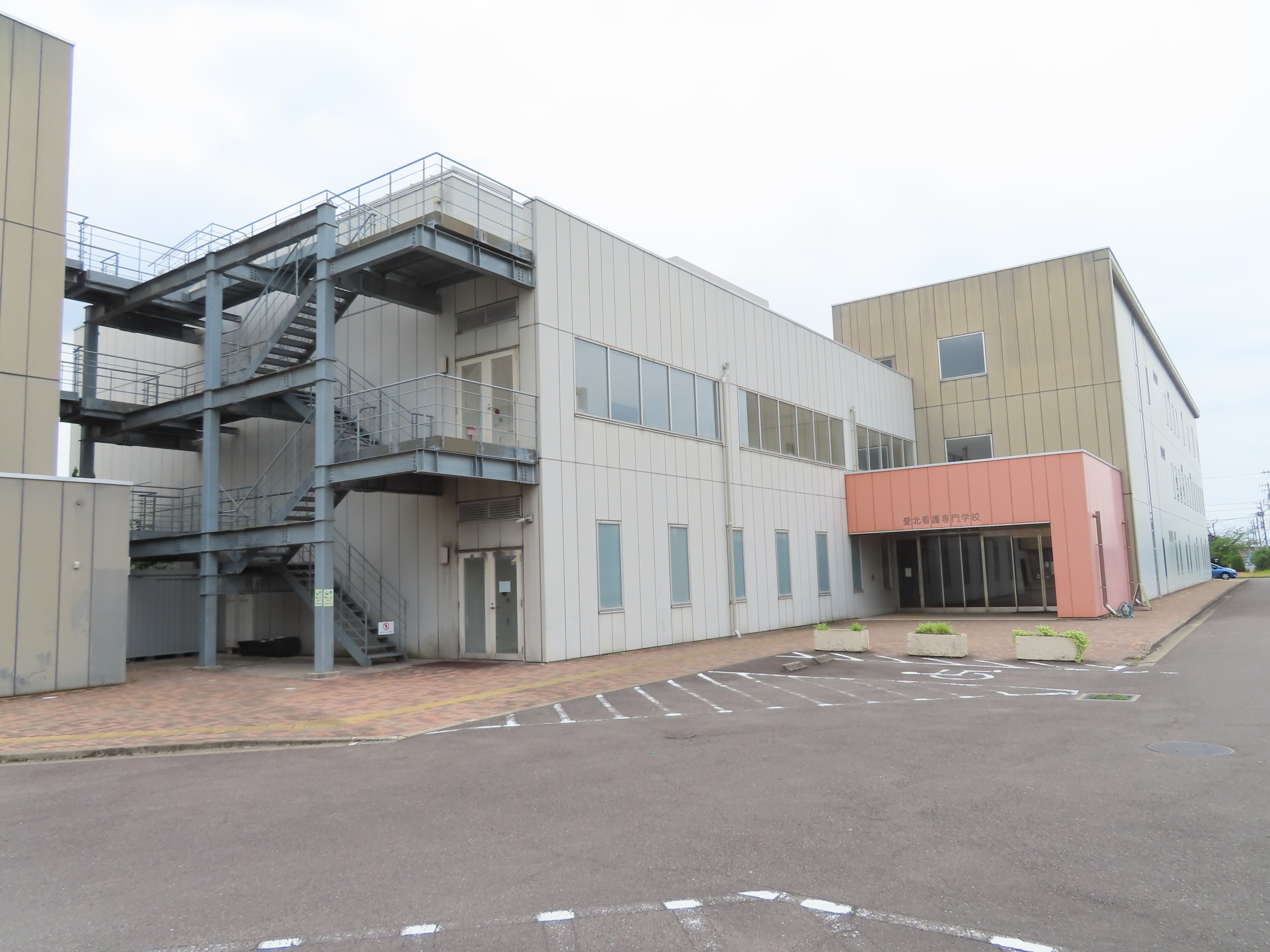
愛北看護専門学校

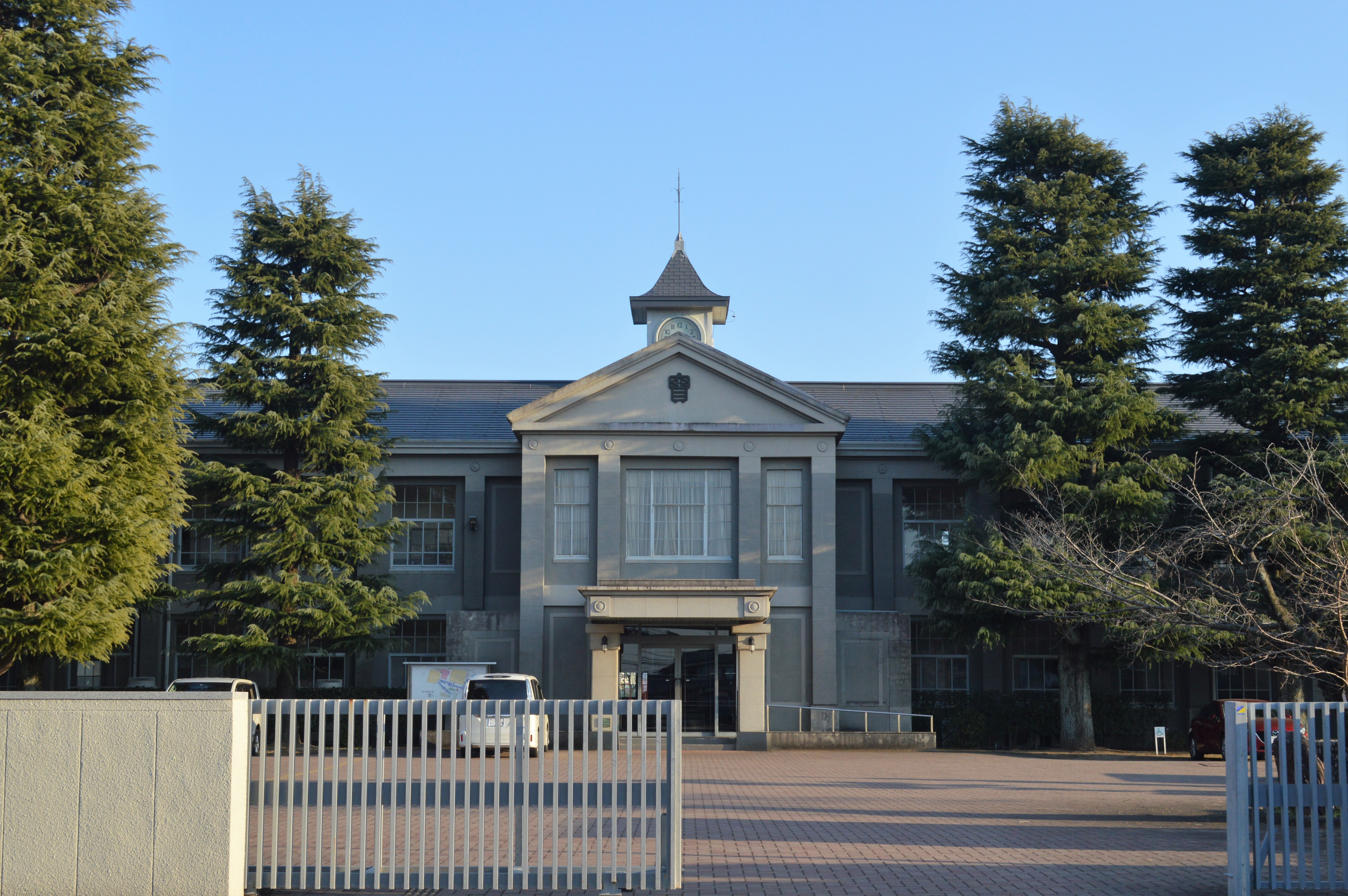
滝学園

### 短期大学
私立
- 愛知江南短期大学

### 専修学校
私立
- 愛北看護専門学校

### 高校
県立
- 愛知県立尾北高等学校
- 愛知県立古知野高等学校
- 愛知県立江南高等学校

私立
- 滝高等学校

### 中学校
市立
- 江南市立古知野中学校
- 江南市立布袋中学校
- 江南市立宮田中学校
- 江南市立北部中学校（旧名・草井中学校）
- 江南市立西部中学校

私立
- 滝中学校

### 小学校
市立
- 江南市立古知野東小学校
- 江南市立古知野南小学校
- 江南市立古知野西小学校
- 江南市立古知野北小学校
- 江南市立布袋小学校
- 江南市立布袋北小学校
- 江南市立宮田小学校
- 江南市立草井小学校
- 江南市立藤里小学校
- 江南市立門弟山小学校

## 交通

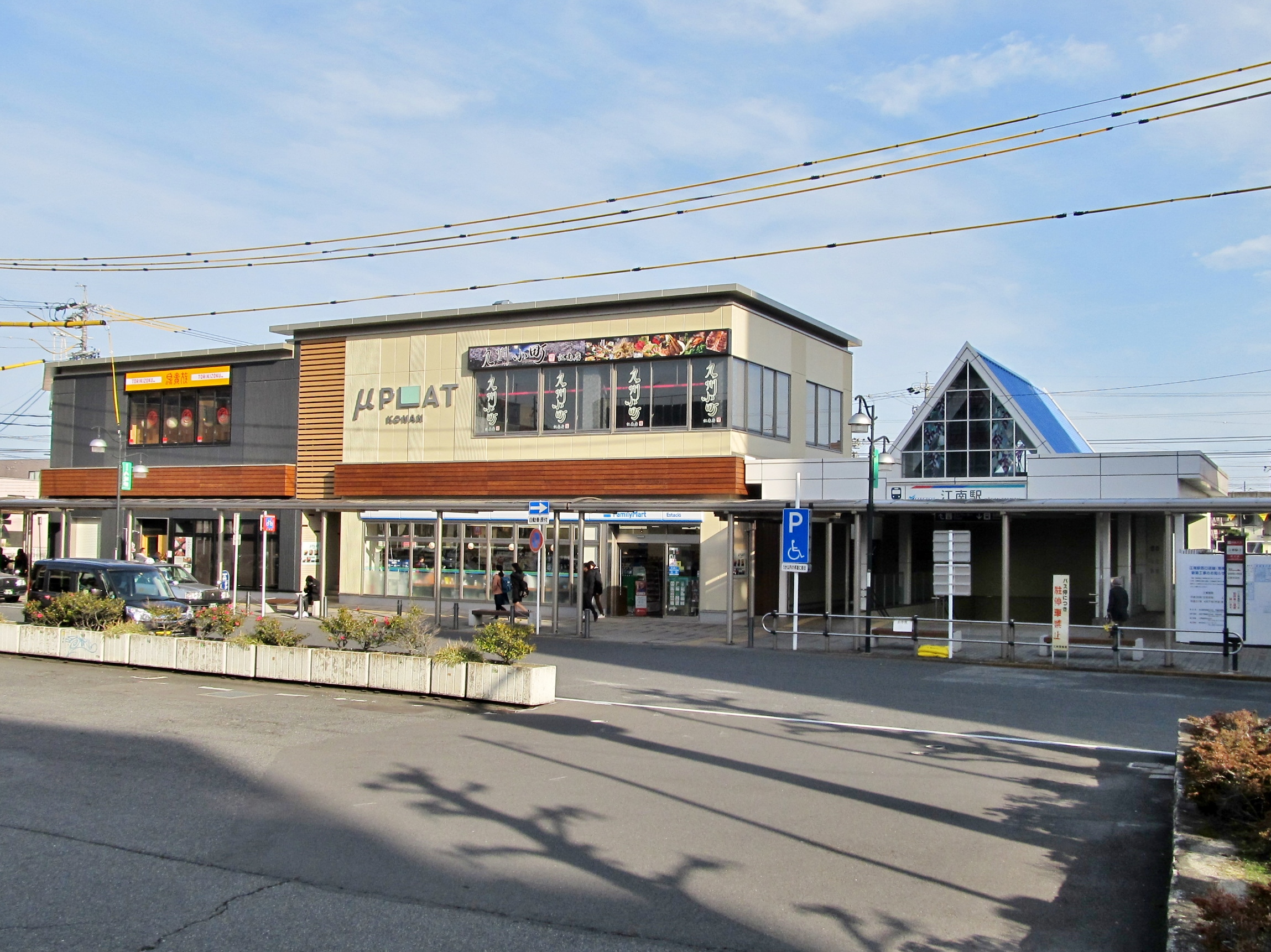
江南駅

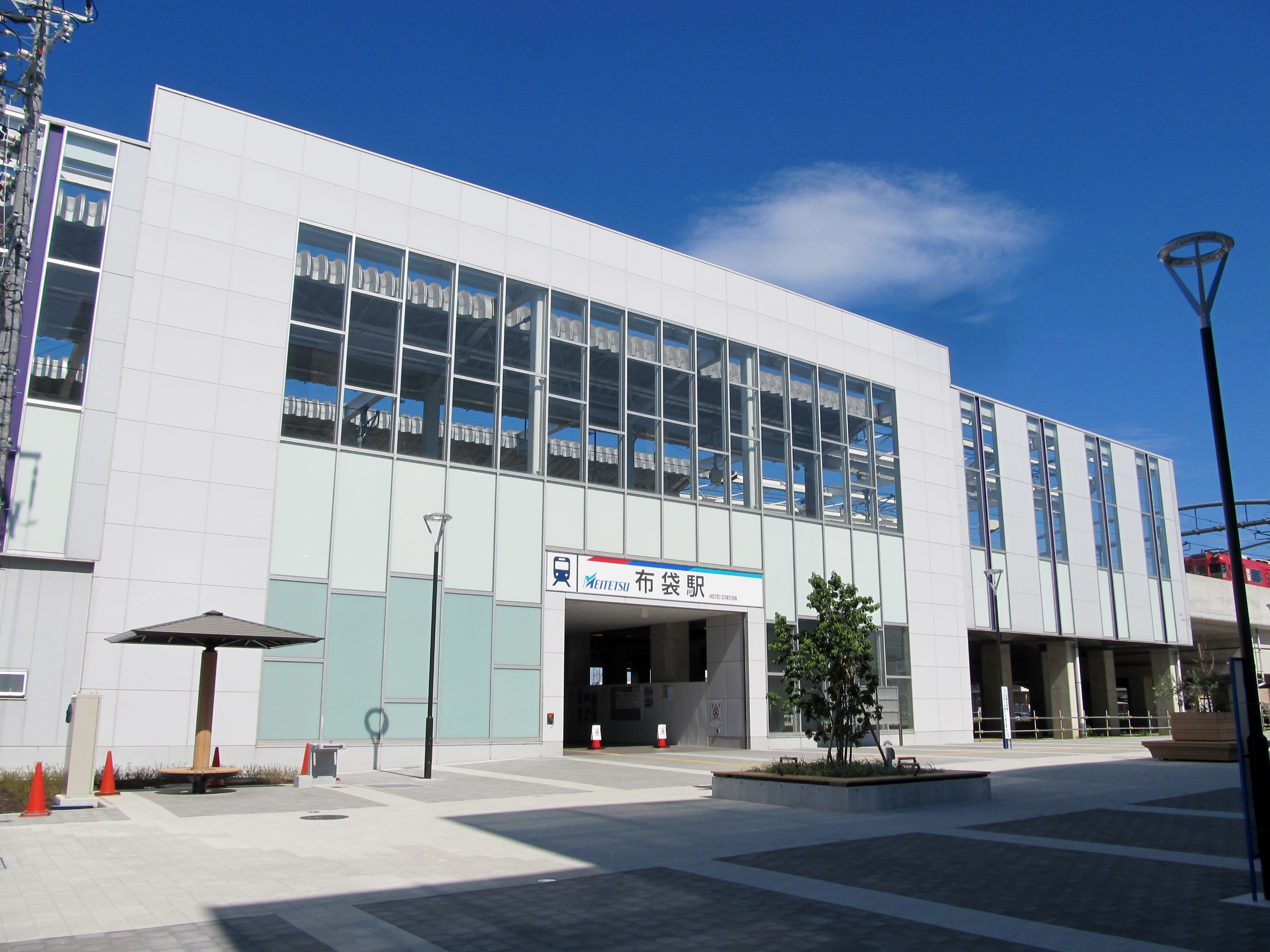
布袋駅

### 鉄道
市の中心となる駅：江南駅
また、江南駅は名鉄犬山線の乗降者数最大駅である。

#### 鉄道路線
名古屋鉄道
- 犬山線：（扶桑町柏森駅）- 江南駅 - 布袋駅 -（岩倉市石仏駅）

江南市東部の江森町、山尻町などからは、市の境界に近い柏森駅（扶桑町）を利用する人も多い。江南駅・布袋駅は隣接の一宮市、各務原市、大口町からの利用者も有る。

### バス

#### 路線バス
名鉄バス
- 古知野線（名鉄一宮駅⇔大山町⇔江南駅）（名鉄一宮駅⇔春明⇔江南駅）
- 一宮・宮田線（名鉄一宮駅⇔西浅井⇔宮田本郷）（名鉄一宮駅⇔丹羽⇔宮田本郷）
- 江南団地線（江南駅⇔古知野高校前⇔江南団地）（名鉄一宮駅⇔ヴィアモール前（アピタ江南西店）⇔江南団地）（江南駅⇔ヴィアモール前（アピタ江南西店）⇔江南団地）（江南駅⇔ヴィアモール前（アピタ江南西店）⇔江南団地⇔江南厚生病院）
- 木曽川線（江南駅⇔古知野高校前⇔江南団地⇔宮田⇔川島）
- 江南・病院線（布袋駅⇔江南駅⇔江南厚生病院⇔すいとぴあ江南）

コミュニティバス
- 大口町コミュニティバス（大口町内から江南駅、布袋駅を結ぶ)

### タクシー
乗合タクシー
- いこまいCAR - ※定期便は廃止

### 道路

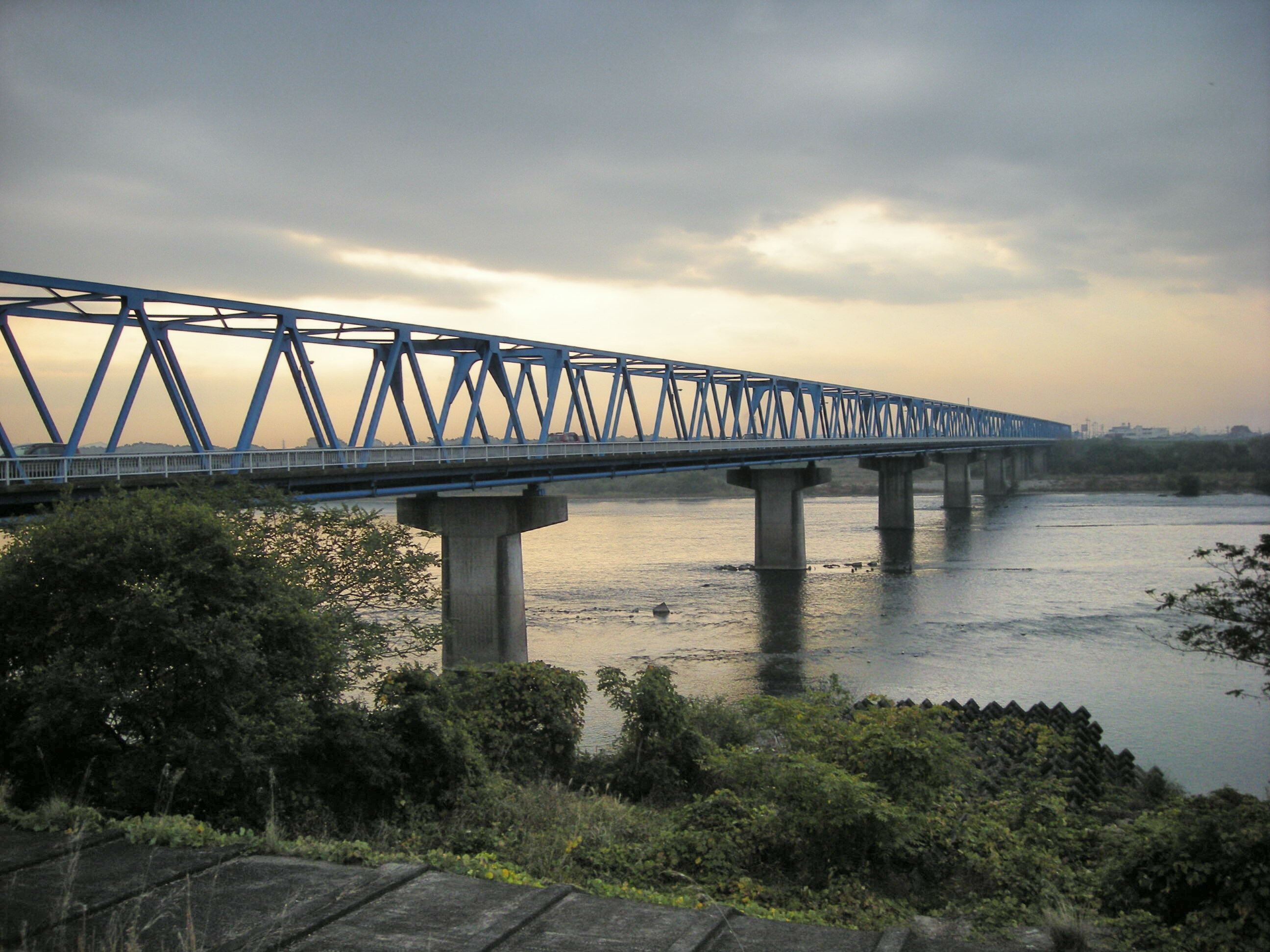
愛岐大橋

#### 高速道路
NEXCO中日本の運営する高速道路のICは、東名高速・中央自動車道方面からは小牧IC、名神高速・東海北陸自動車道方面からは一宮木曽川ICが最寄。中央自動車道は小牧東IC、名神高速は一宮ICを利用することも可能。
名古屋高速道路では、小牧ICに隣接する名古屋高速小牧線の小牧北出入り口、もしくは名古屋高速一宮線の一宮中入口（名古屋方面行きの入口のみ）・一宮東出口（名古屋方面からの出口のみ）が最寄となるが、江南市から名古屋市方面に向かう場合には一宮中入口が、名古屋市方面から江南市に向かう場合には小牧北出口がそれぞれ接続交差点の関係上左折となるので便利である。

#### 国道
- 国道155号（小牧一宮バイパス、北尾張中央道）
  - 小牧インターの連絡道路。名鉄犬山線が布袋駅とともに高架化され、踏切が廃止された。

#### 県道
主要地方道
- 愛知県道・岐阜県道17号江南関線（別名：すいとぴあ名草線。愛岐大橋が当市草井町と各務原市前渡町との間の木曽川に架橋されている）
- 愛知県道63号名古屋江南線（別名：すいとぴあ名草線。名古屋市と江南市草井町とを結ぶ）
- 愛知県道64号一宮犬山線（別名：江南中央道）

一般県道
- 愛知県道154号鹿ノ子島南小渕線
- 愛知県道155号井之口江南線
- 愛知県道156号小渕江南線（別名：愛岐跨線橋通り）
- 愛知県道157号小口岩倉線（別名：柳街道）
- 愛知県道171号小折一宮線
- 愛知県道172号西之島江南線
- 愛知県道174号布袋停車場線（別名：布袋プラタナス通り。旧名草線（江南市役所西側を南下する道路）と 布袋駅を結ぶ）
- 愛知県道175号江南木曽川線（東海北陸自動車道、一宮木曽川インターチェンジの連絡道路）
- 愛知県道176号若宮江南線
- 愛知県道179号宮後小牧線（別名：愛岐跨線橋通り）
- 愛知県道180号江南停車場線（別名：江南駅西通り。すいとぴあ名草線と 江南駅を結ぶ。一宮市浅井町方面に延伸の予定あり）
- 愛知県道182号里小牧北方江南線（別名：藤まんだら通り、お囲い堤ロード）
- 愛知県道183号浅井犬山線（別名：お囲い堤ロード）
- 愛知県道184号下般若東野線（別名：巡見街道）
- 愛知県道192号草井羽黒線
- 岐阜県道・愛知県道193号大垣江南線

#### 市内の道路通称名
- 江南駅西通り（愛知県道180号江南停車場線）
- 市役所東西線
- お囲い堤ロード（愛知県道182号里小牧北方江南線の一部、愛知県道183号浅井犬山線の一部）
- 藤まんだら通り（愛知県道182号里小牧北方江南線の一部）
- 巡見街道（愛知県道184号下般若東野線）
- 愛栄通り
- カルチャーストリート
- すいとぴあ名草線（愛知県道17号江南関線の一部、愛知県道63号名古屋江南線の一部）
- 江南中央道（愛知県道64号一宮犬山線の一部）
- 布袋プラタナス通り（愛知県道174号布袋停車場線）
- 柳街道・岩倉街道（愛知県道157号小口岩倉線の一部）
- 愛岐跨線橋通り（愛知県道156号小渕江南線の一部、愛知県道179号宮後小牧線の一部）

#### その他の道路
このほか、神明小網橋（江南市道・各務原市道）が当市宮田神明町と各務原市川島小網との間の木曽川南派川に架橋され、各務原市内の木曽川本流に掛かる各務原大橋と連動する形で当市高屋町（県道江南関線～一宮犬山線。古知野町・江南駅方面にも接続）と各務原市西部（自衛隊基地の北側で国道21号線と交差。国道交差点の北側に各務原市役所が所在）とを結ぶルートとなっている。

### ナンバープレート
車検証の住所（使用者）が本市にある自動車には、尾張小牧ナンバーが交付される。

### 航路

#### 河川交通
かつて、岐阜県各務原市との間に流れる木曽川で草井渡船が運行されていた。

## 名所・旧跡・観光スポット

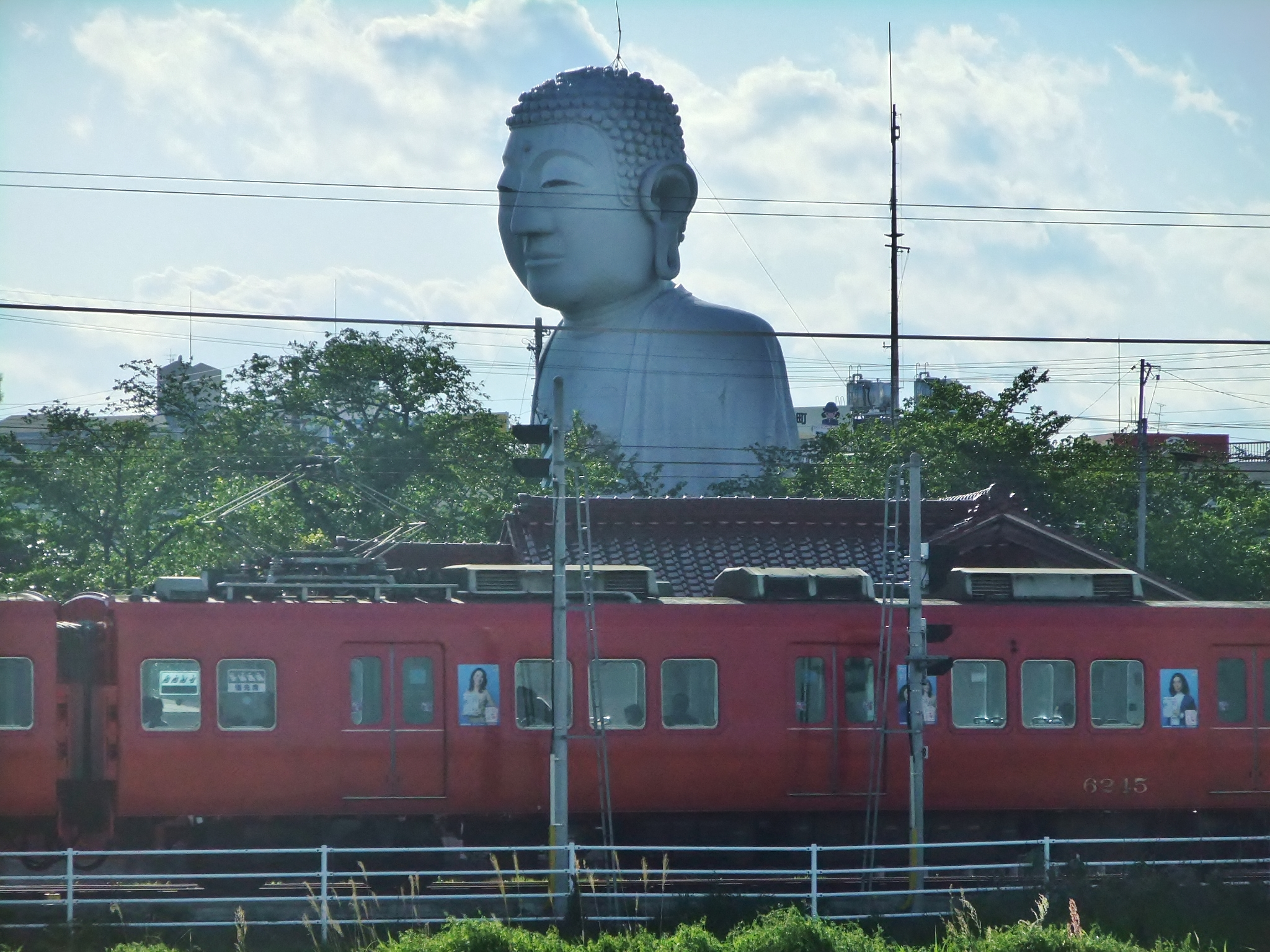
布袋の大仏

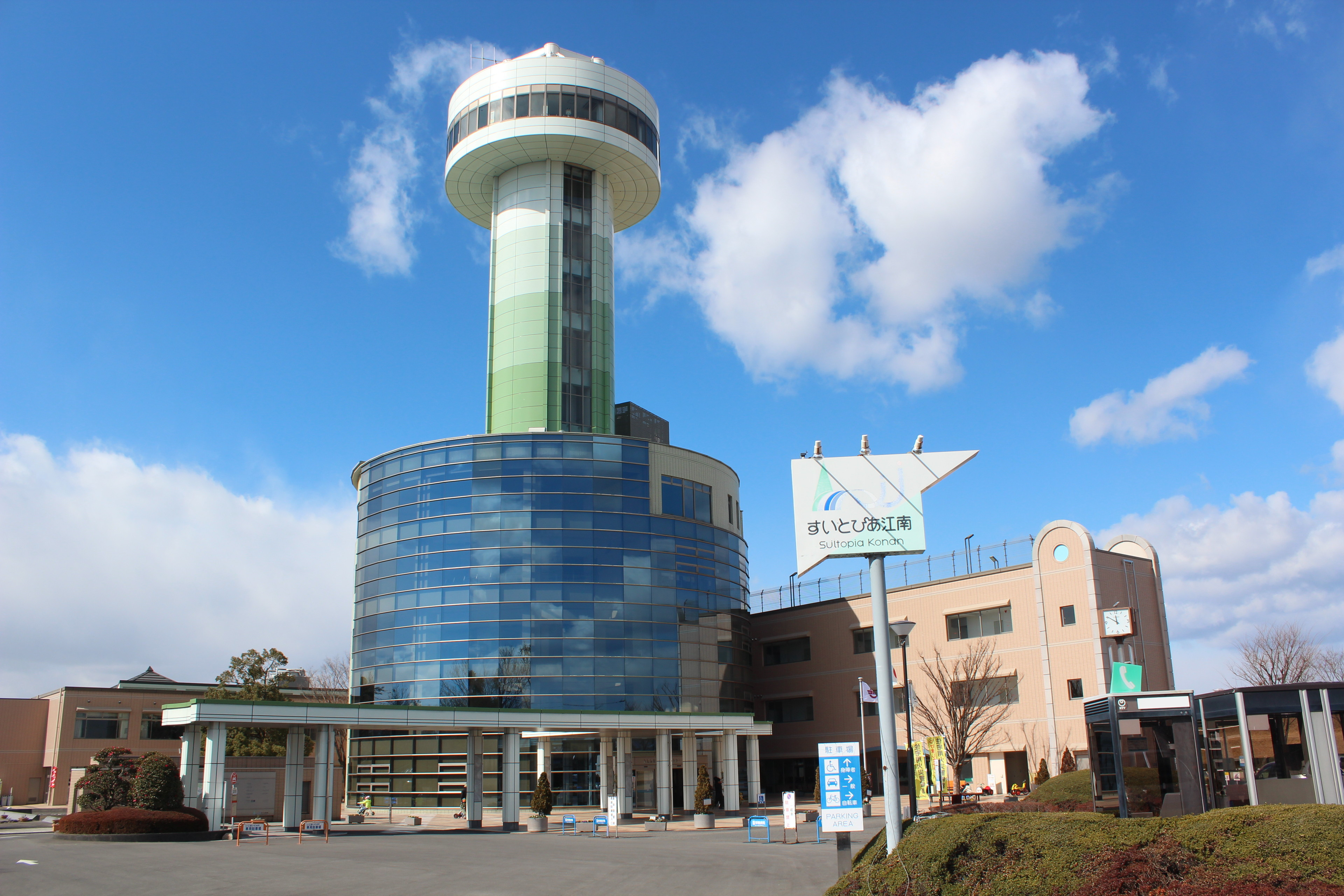
すいとぴあ江南

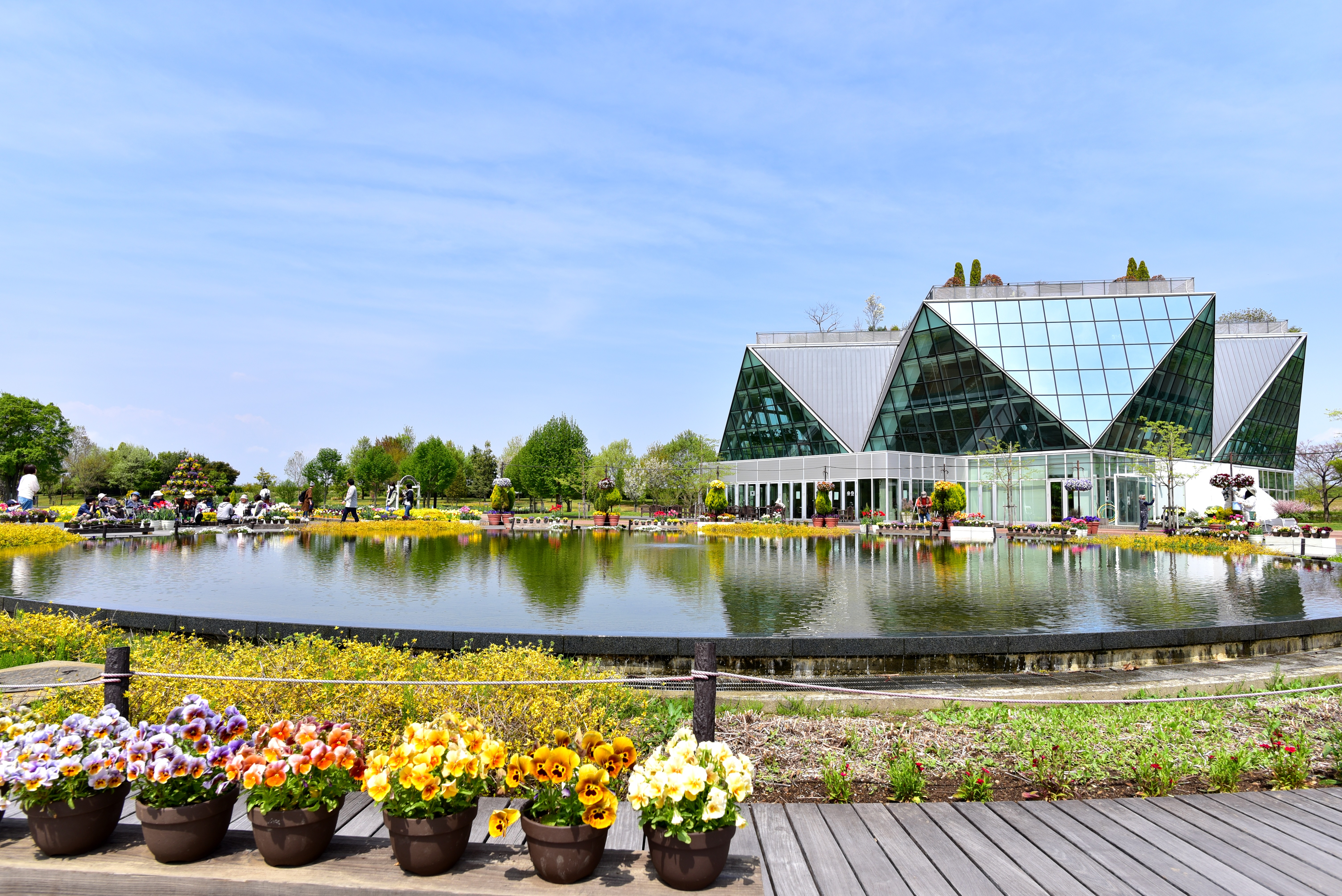
フラワーパーク江南

### 名所・旧跡

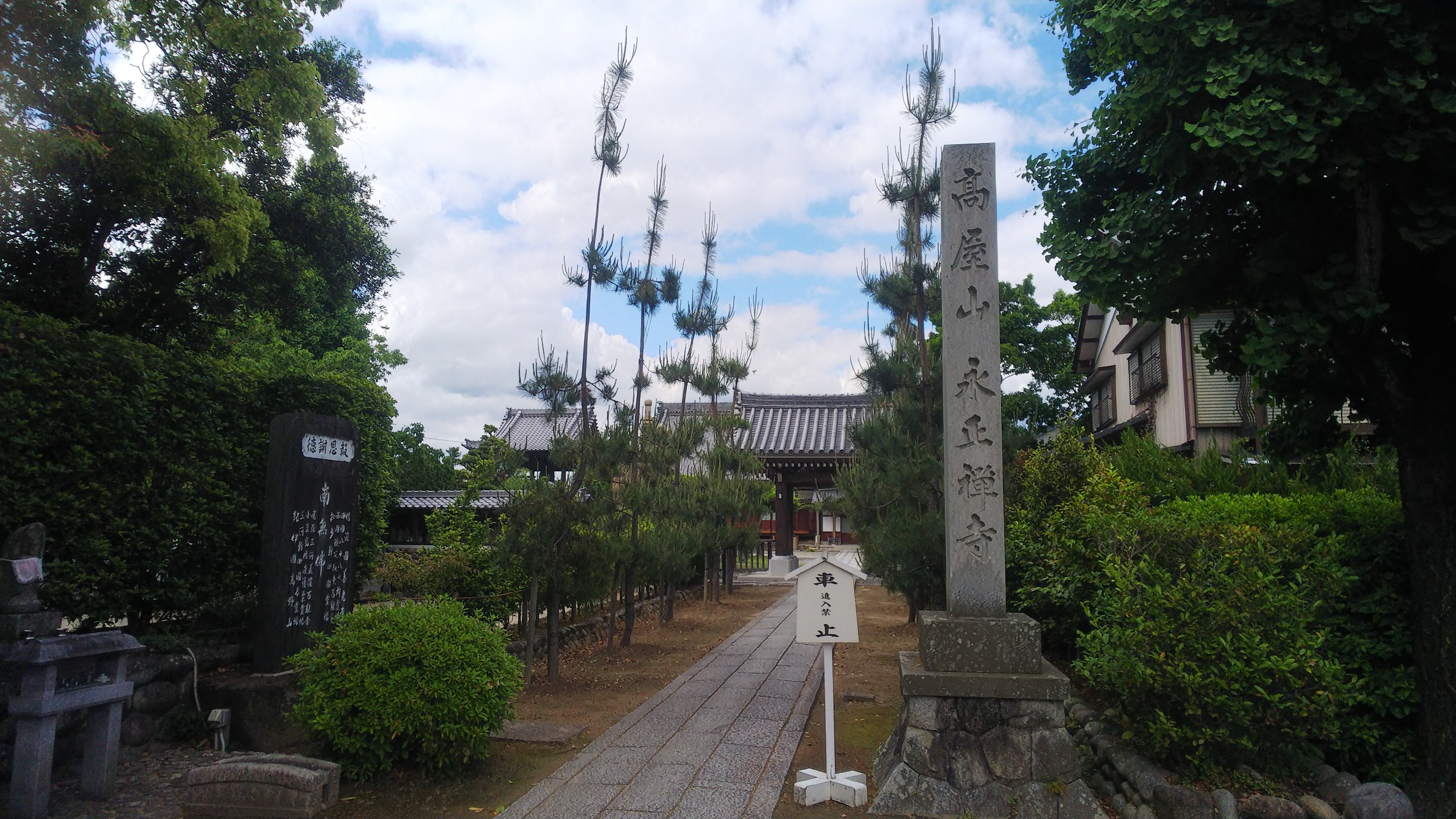
永正寺
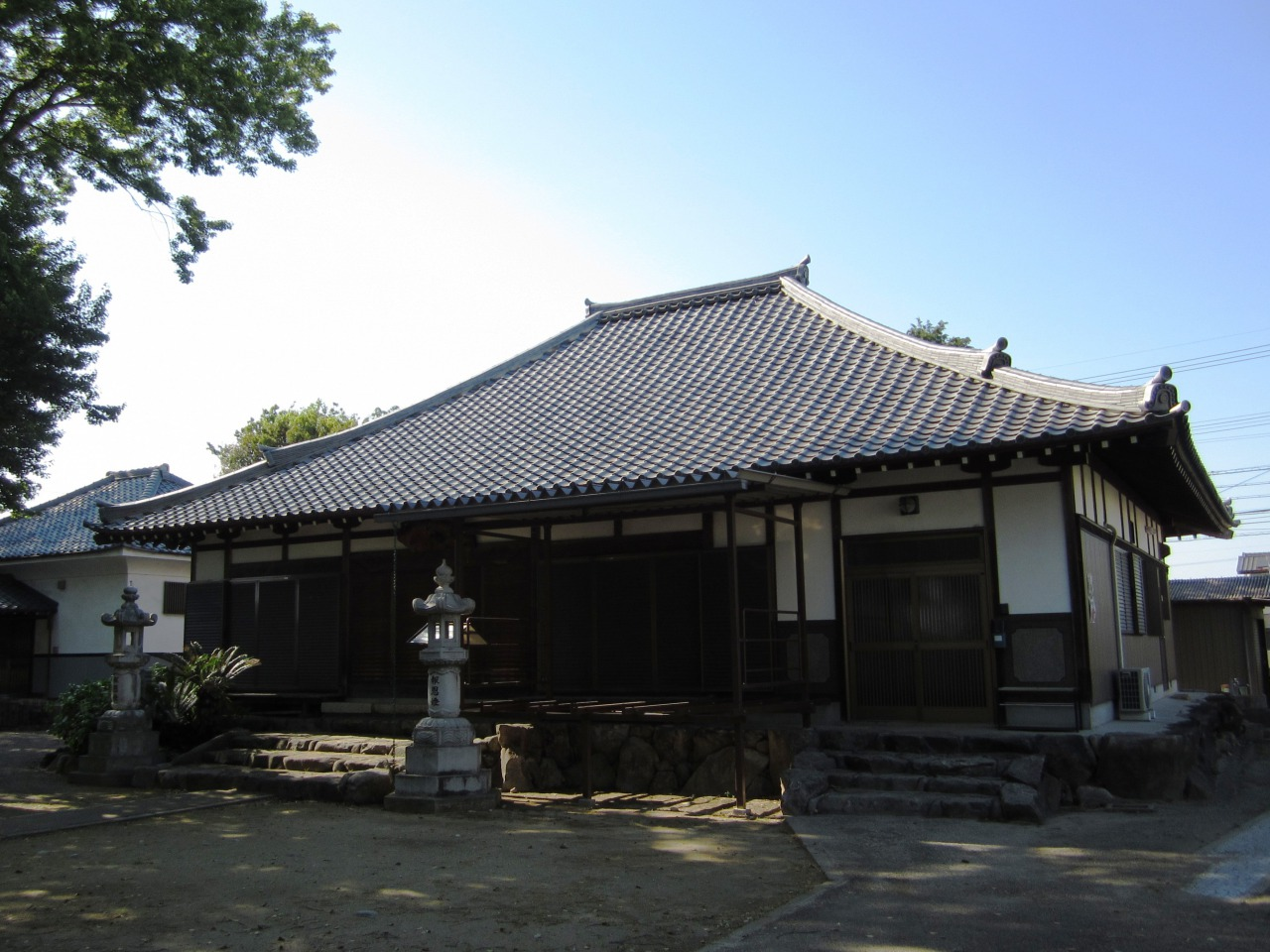
音楽寺
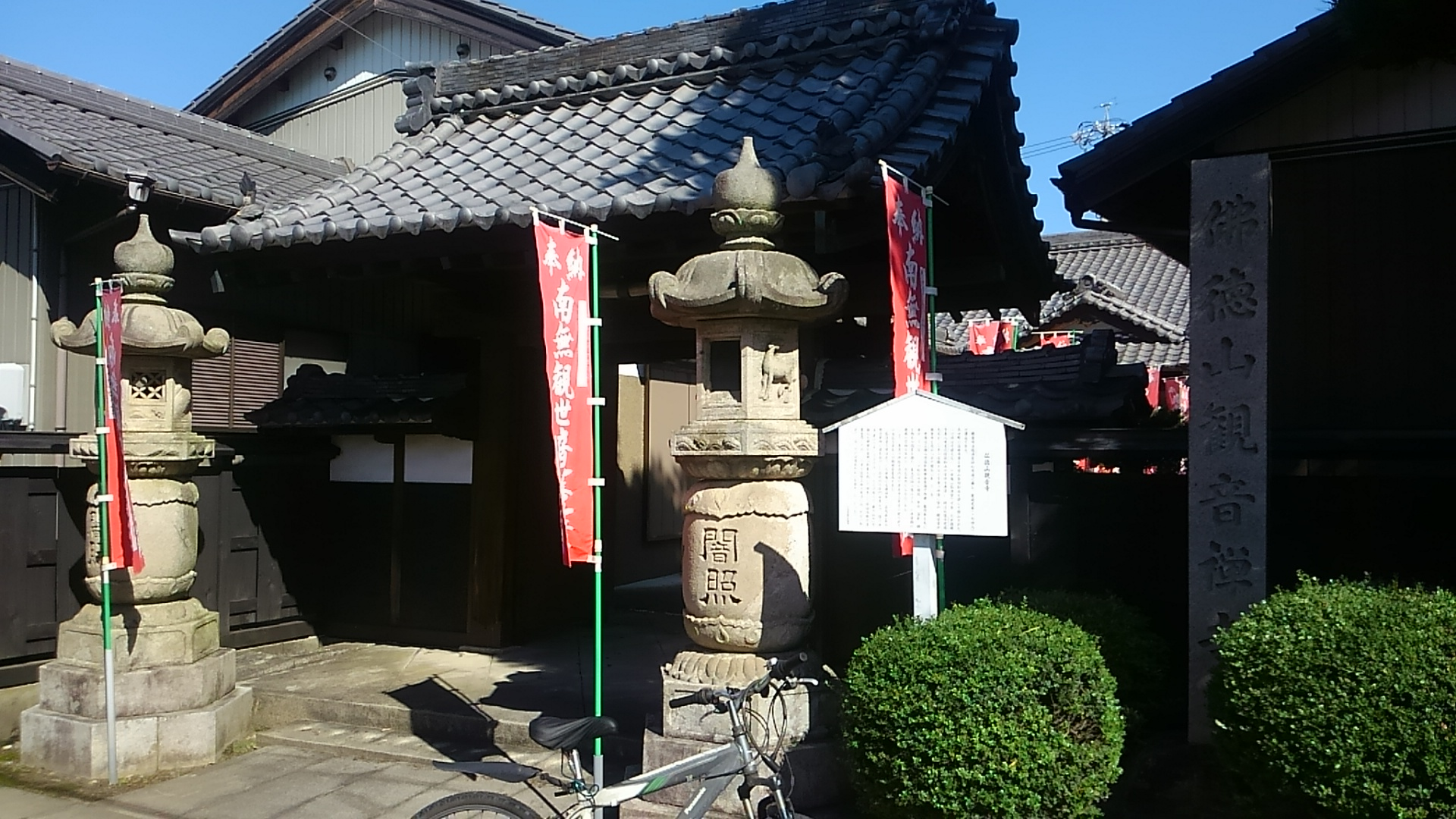
観音寺
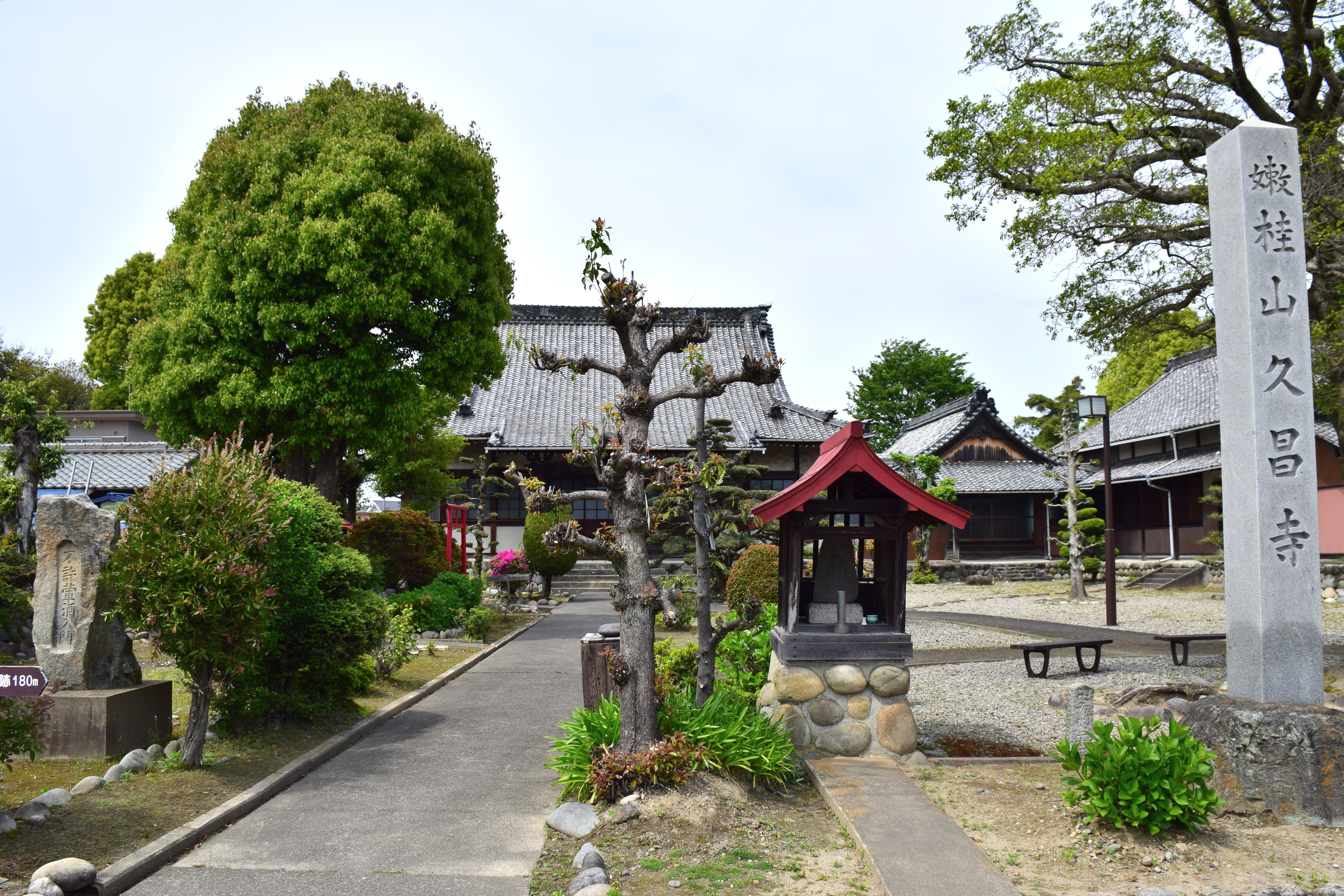
久昌寺
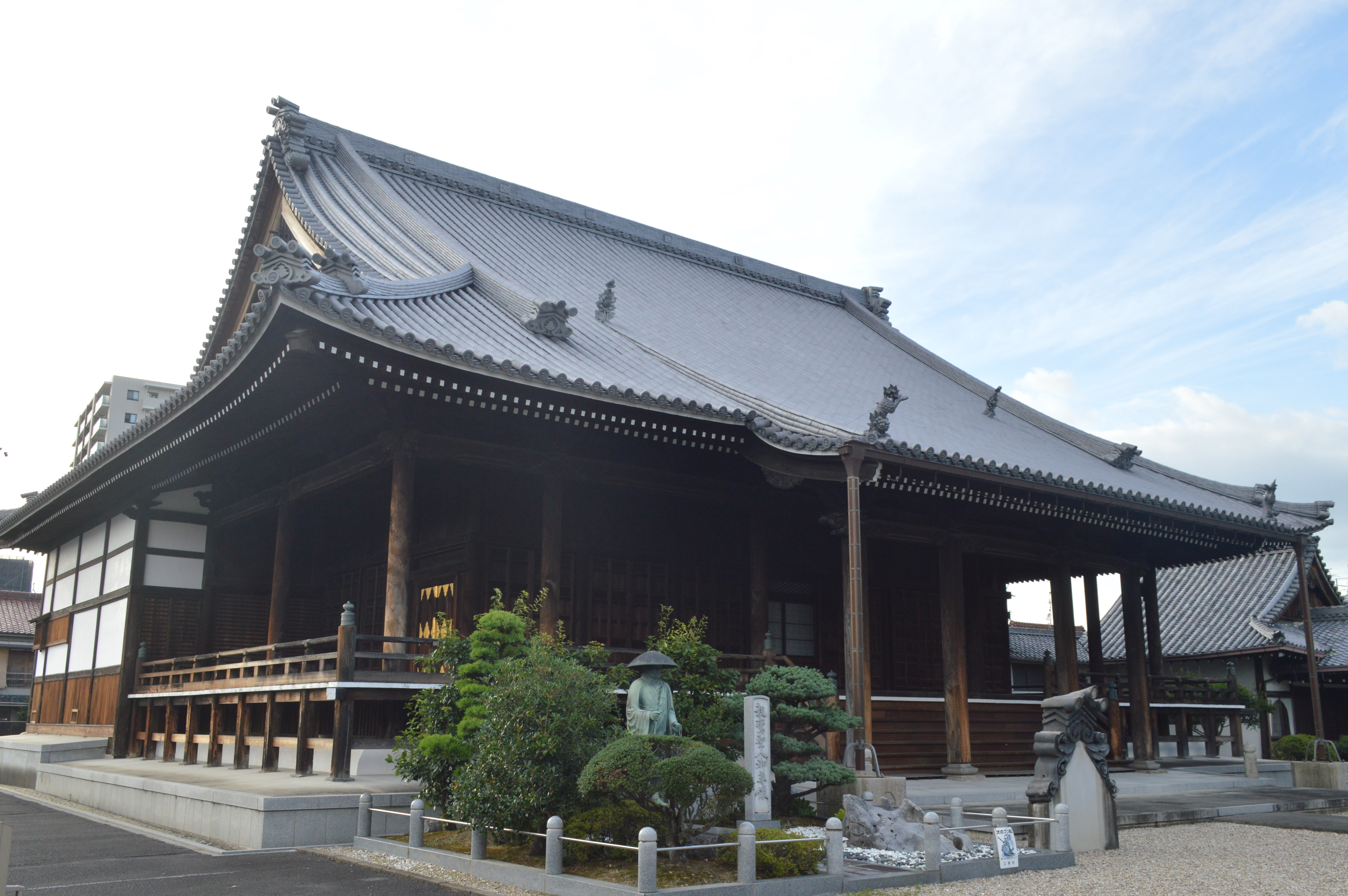
報光寺
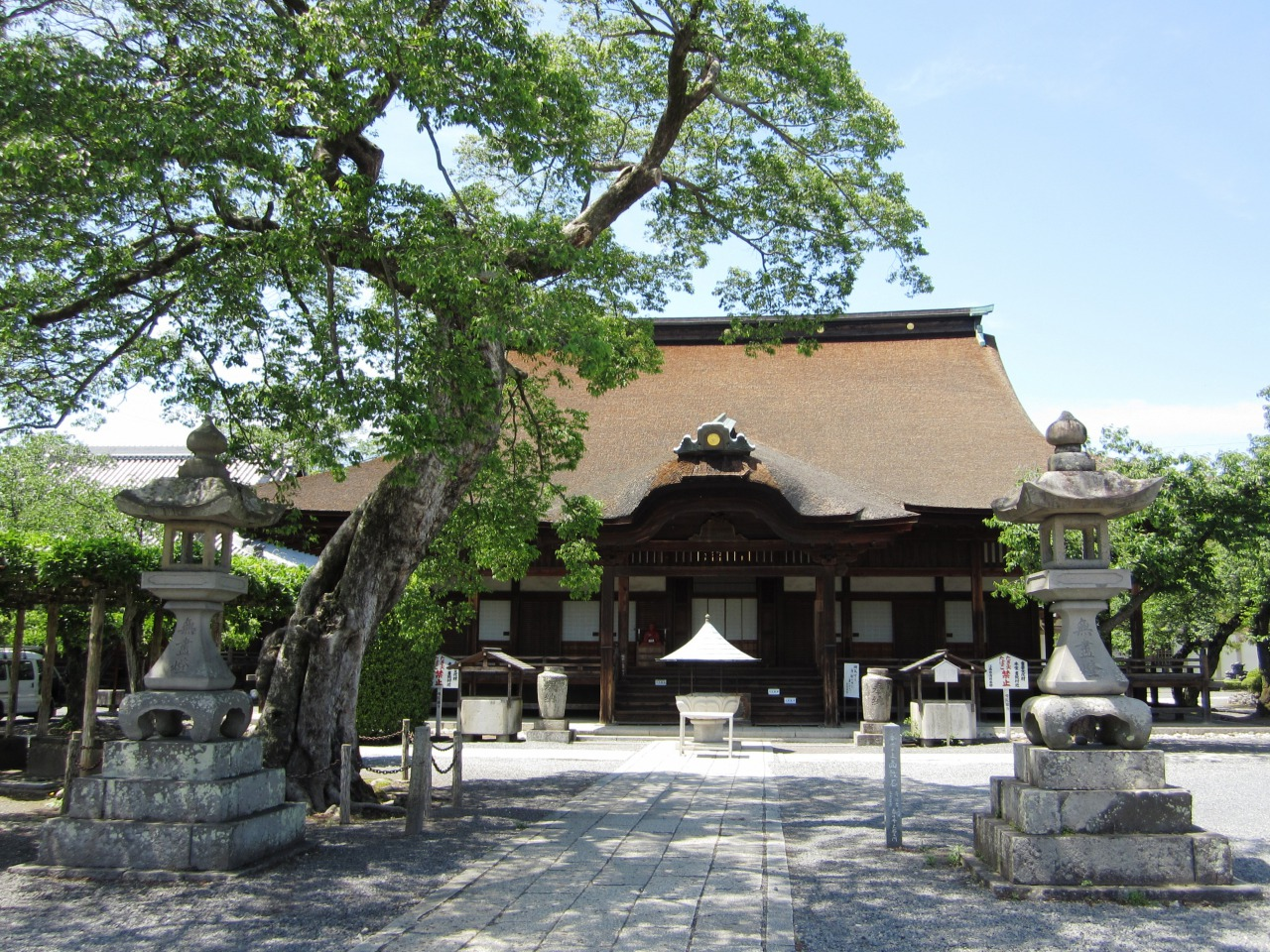
曼陀羅寺

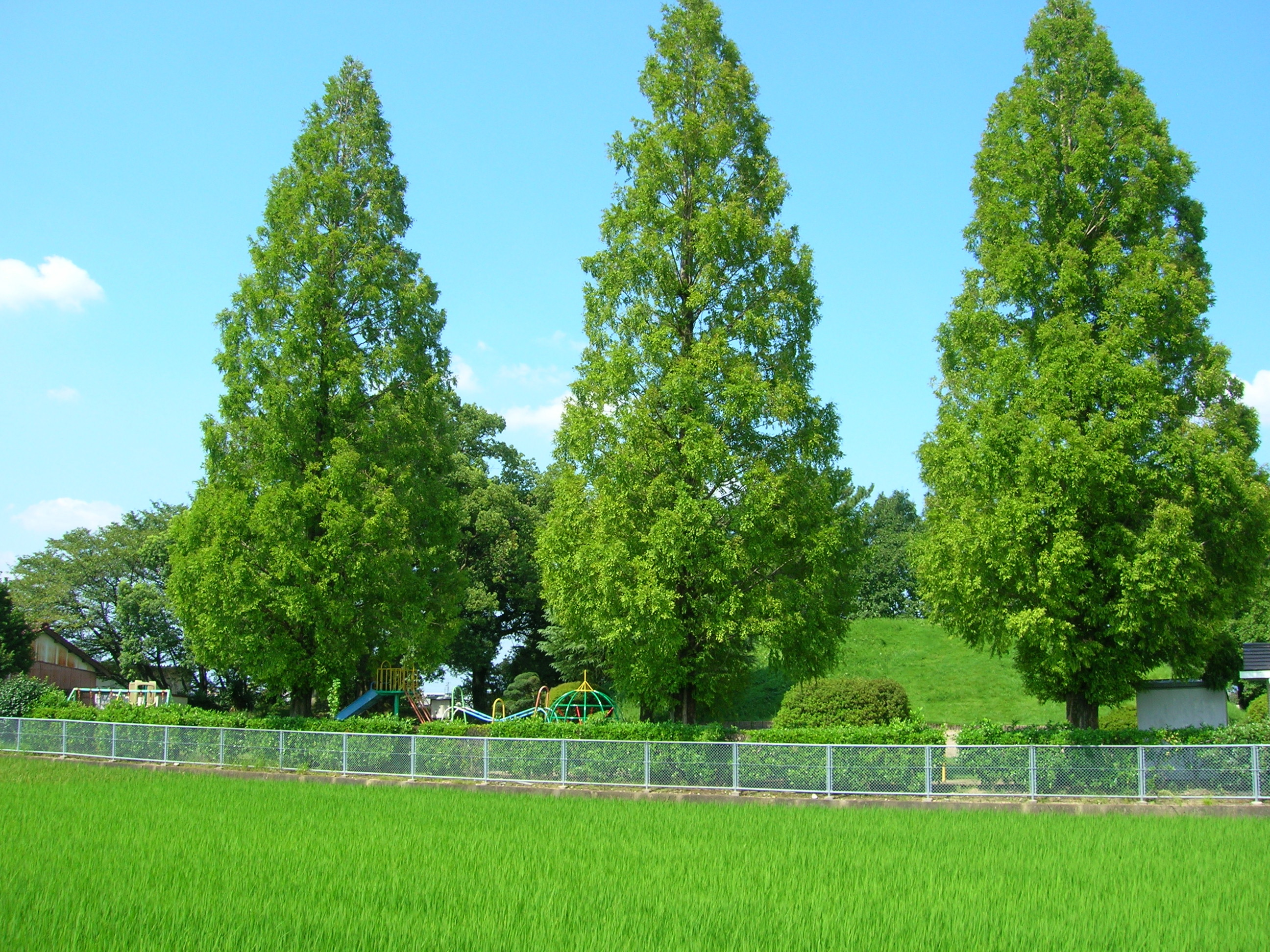
曽本二子山古墳
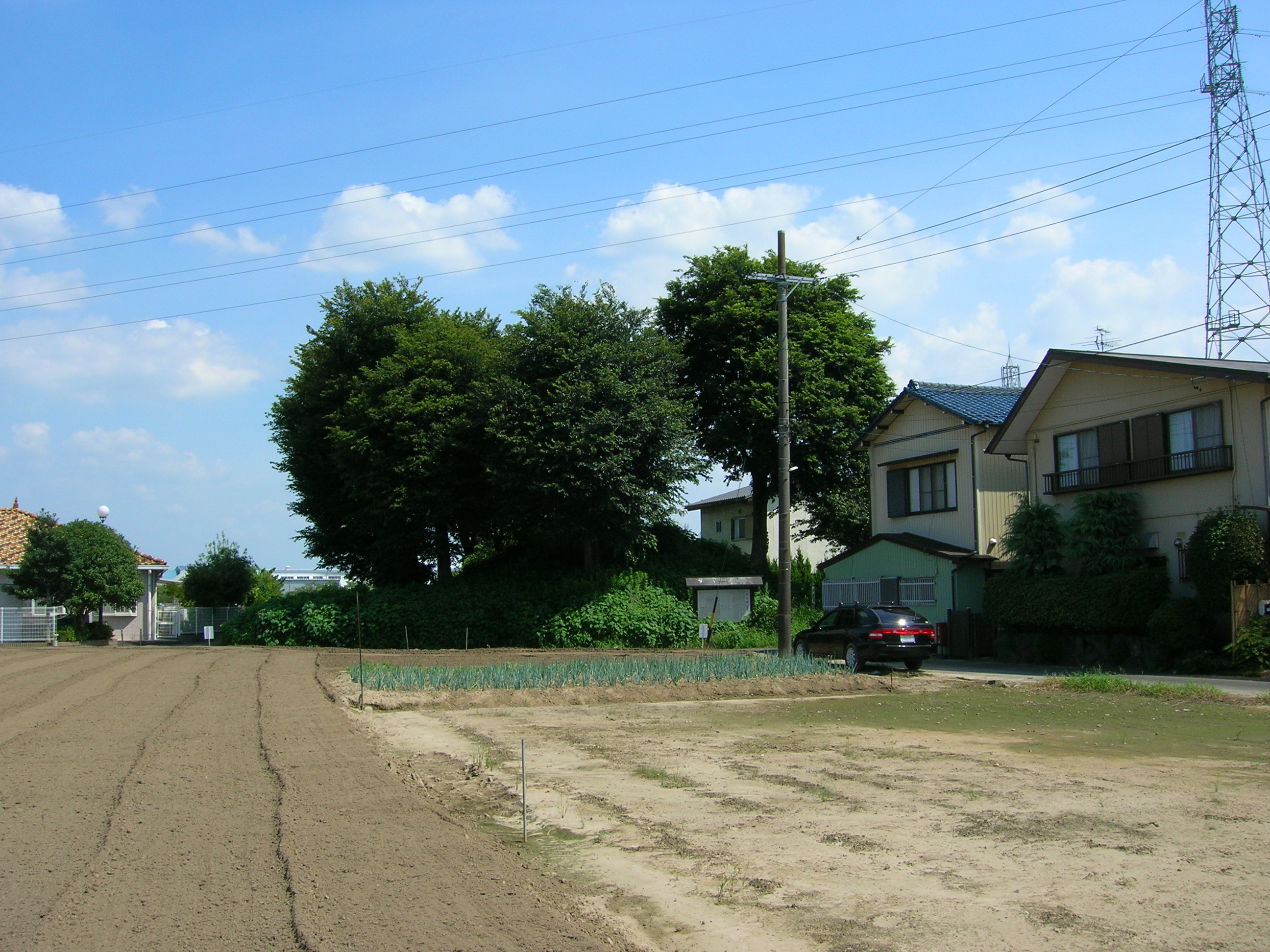
富士塚古墳

主な城郭･砦
- 小折城（生駒屋敷）：門が市指定史跡。
- 宮後城（蜂須賀屋敷）
- 五丁堀砦
- 埴原屋敷
- 前野屋敷

- 小折城の中門
- 宮後城
- 前野屋敷

主な神社
- 稲木神社 / 式内社
- 魚入神社
- 川島神社 / 式内社
- 北野天神社 / 筆まつり
- 古知野神社
- 大明神社
- 高屋神社
- 日吉神社
- 藤之宮神社
- 布袋神社
- 前野天満社

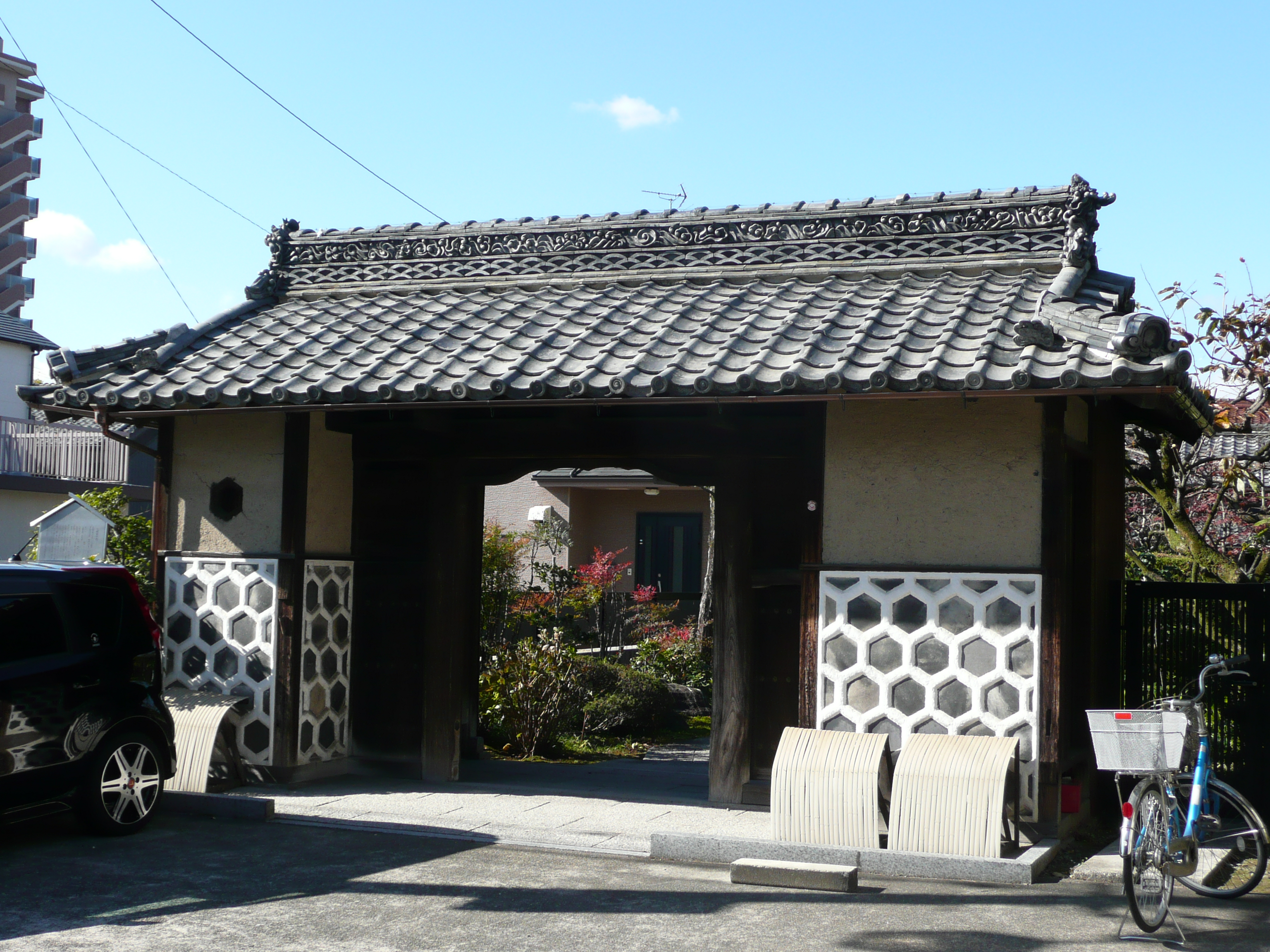
小折城の中門
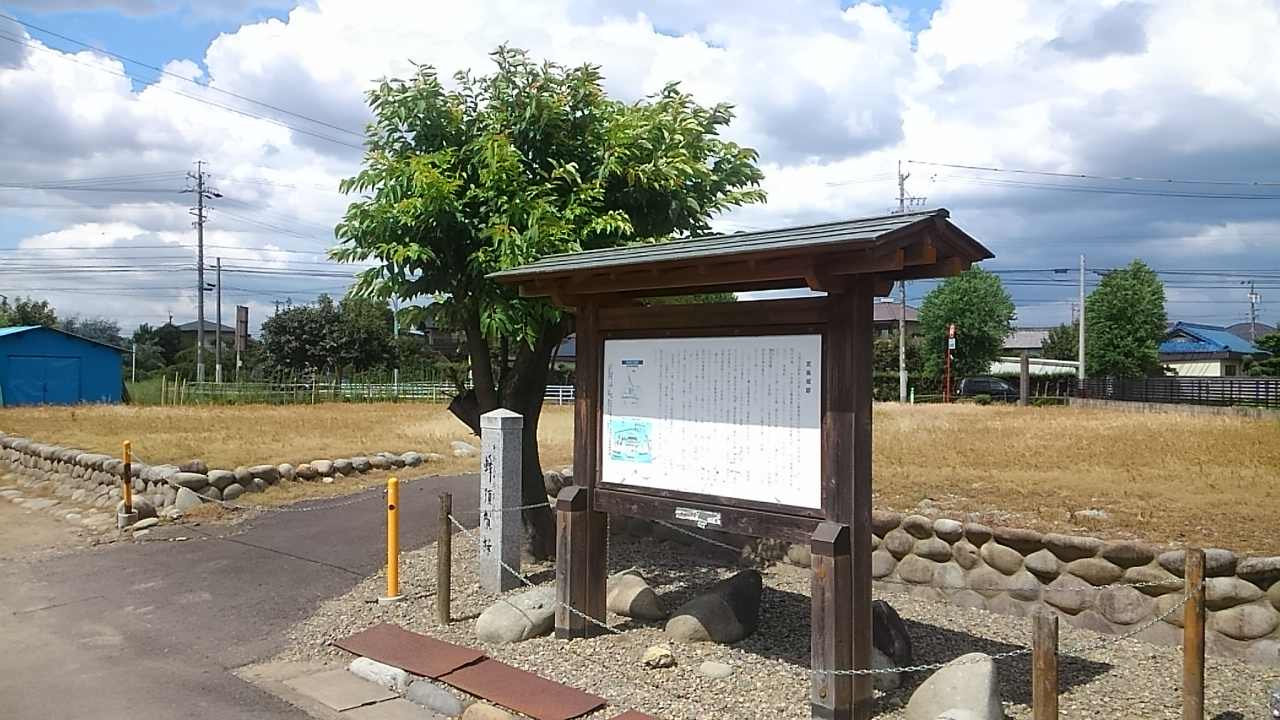
宮後城
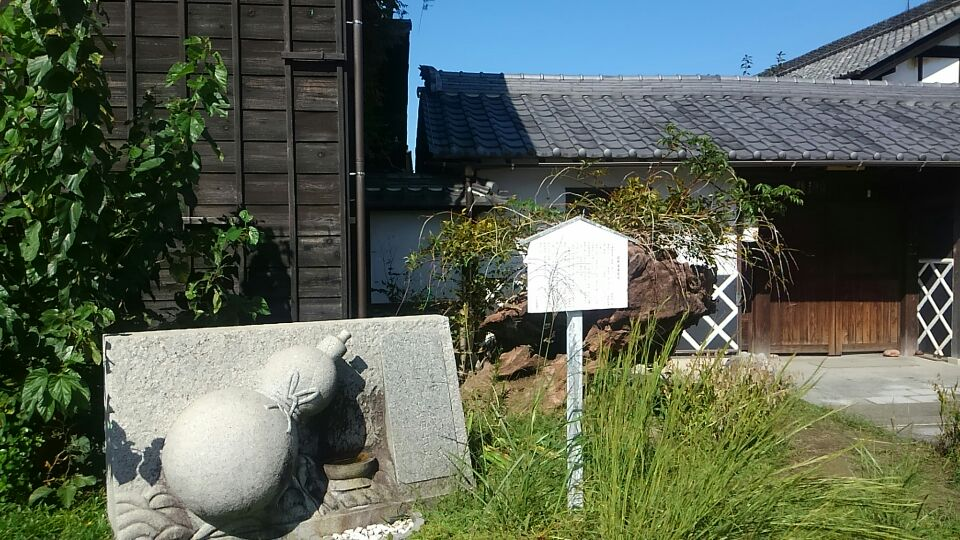
前野屋敷

- 宮後八幡社 - 1624年、蜂須賀家政により再建
- 龍神社 / 生駒氏の氏神（現在の社殿は、1622年に織田信長の長女徳姫と生駒利豊が再建したものである）

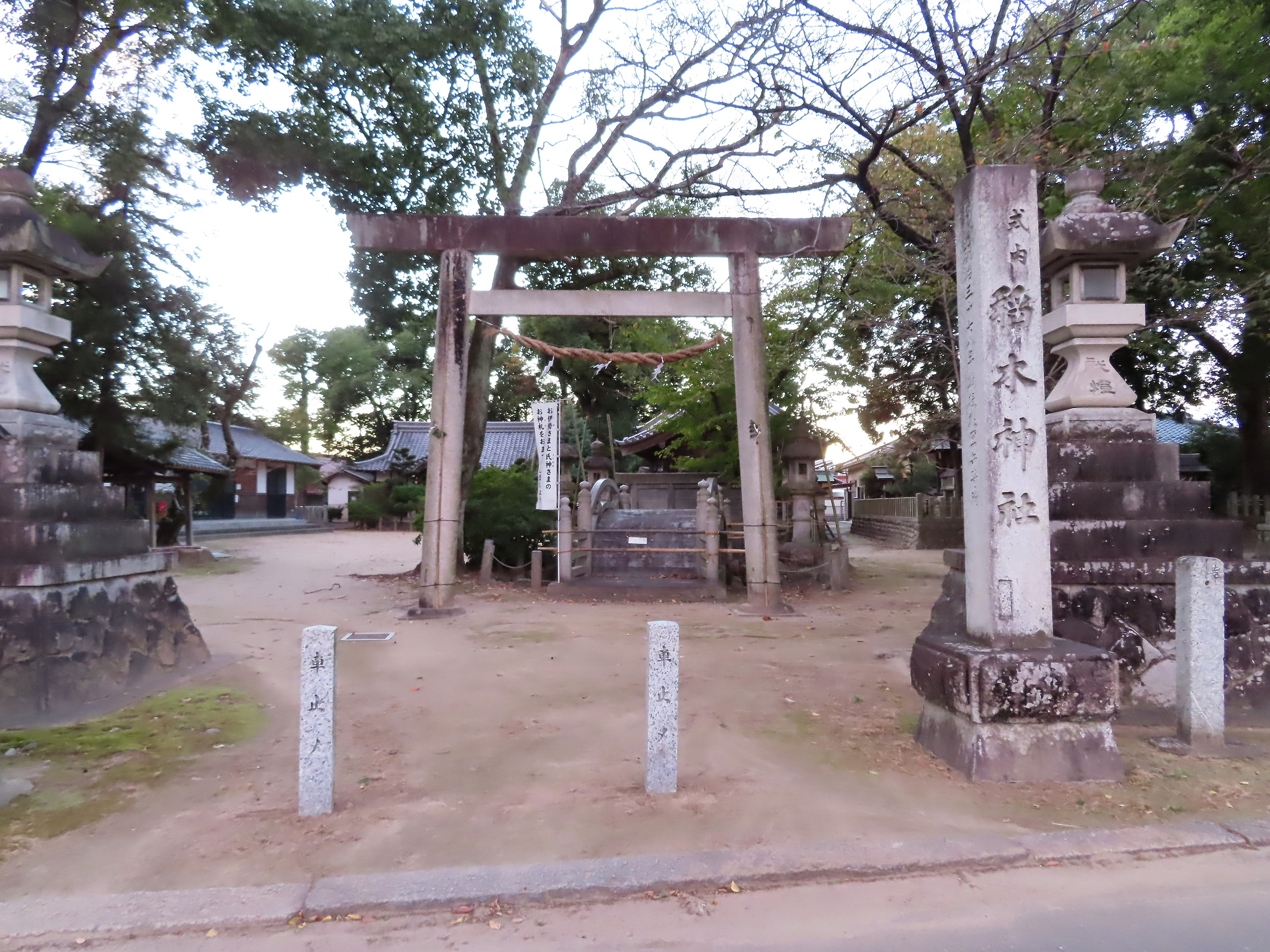
稲木神社
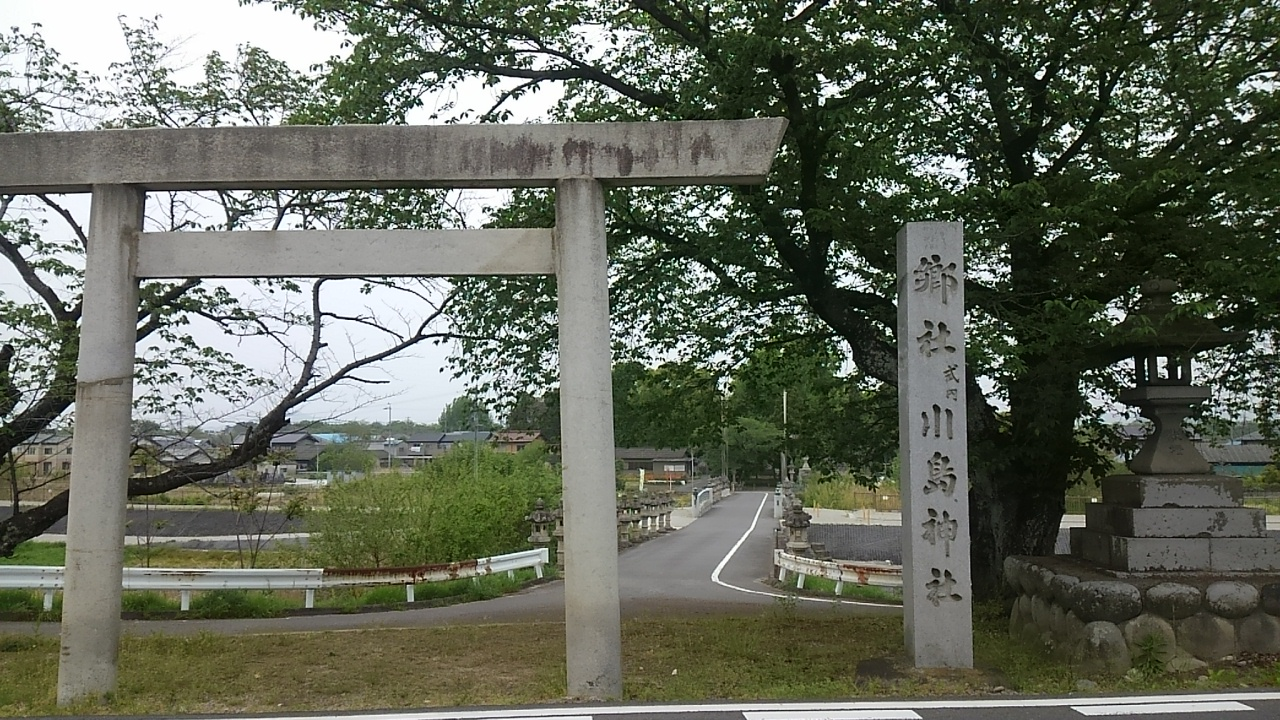
川島神社
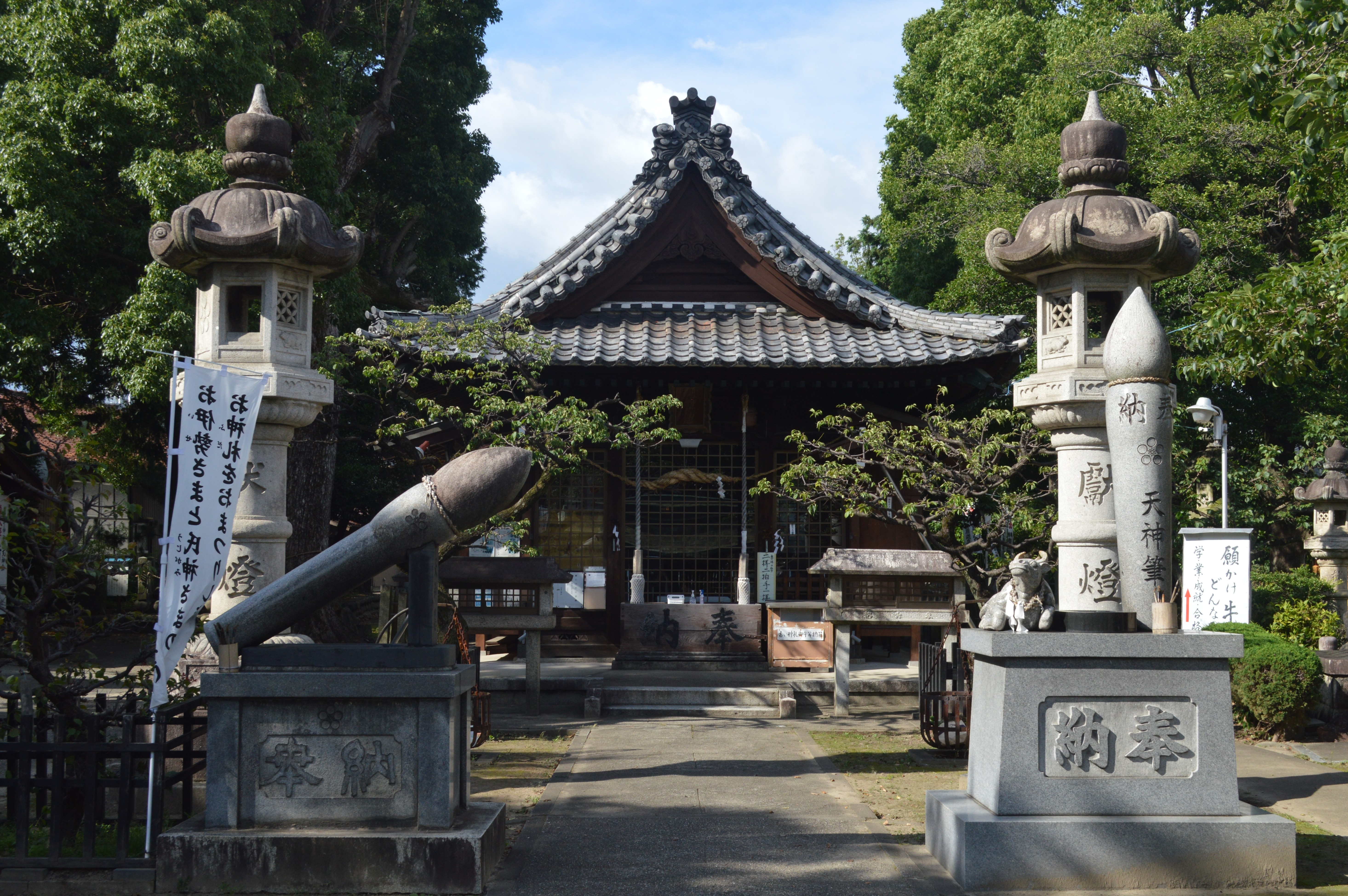
北野天神社
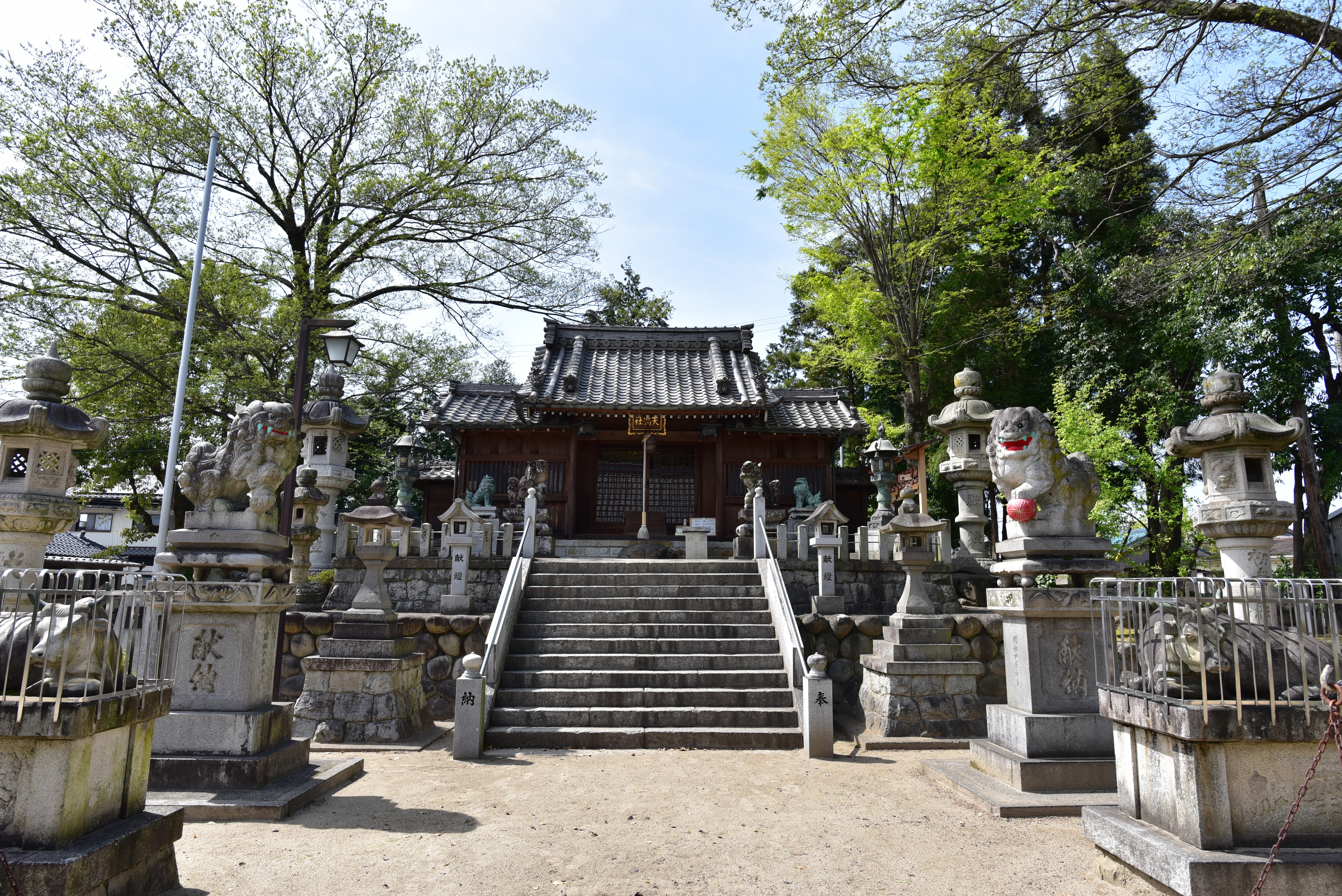
前野天満社
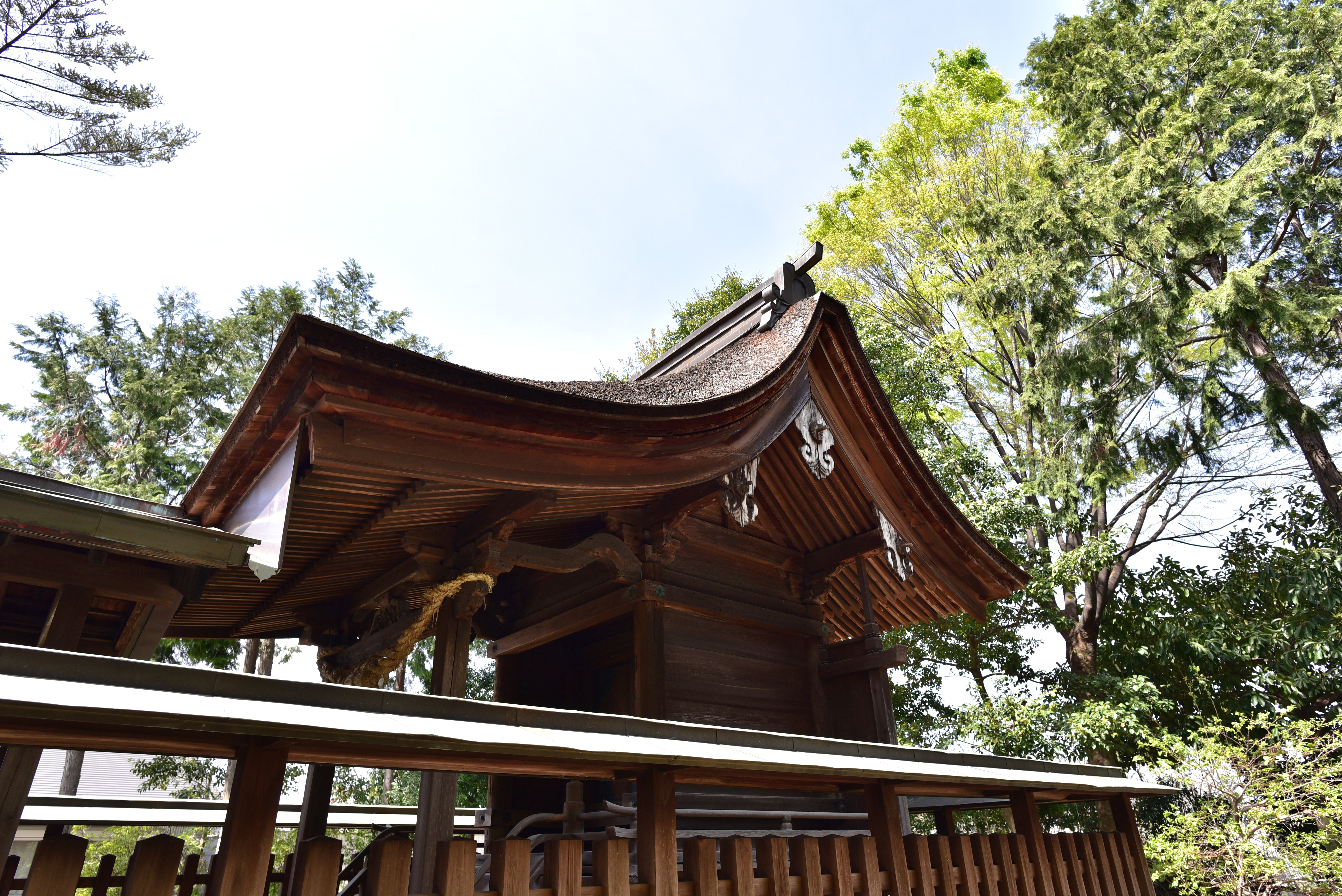
宮後八幡社
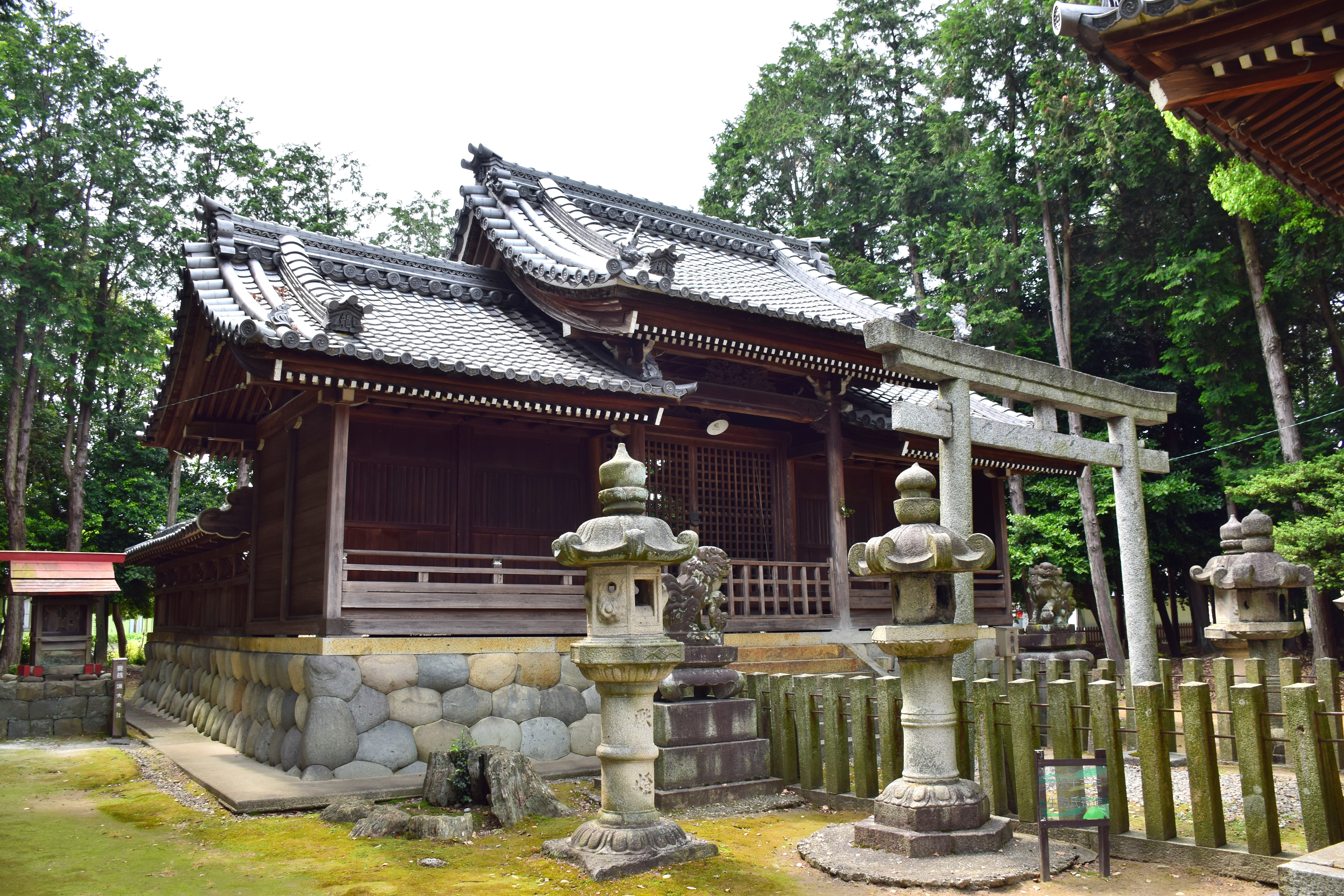
龍神社

主な寺院
- 安楽寺
- 永正寺
- 音楽寺 - 6月にあじさい祭りが行われる。
- 観音寺 - 前野氏の菩提寺
- 久昌寺 - 生駒氏の菩提寺
- 地蔵寺
- 常観寺
- 深妙寺
- 報光寺
- 法林寺
- 曼陀羅寺

- 永正寺
- 音楽寺
- 観音寺
- 久昌寺
- 報光寺
- 曼陀羅寺

主な遺跡
- 小折古墳群
  - 曽本二子山古墳
  - 富士塚古墳

- 曽本二子山古墳
- 富士塚古墳

### 観光スポット
- 布袋の大仏 - 高さ18mのコンクリート製大仏。
- 布袋の大仏 (木造阿弥陀如来坐像) - 平安時代末期作の木造阿弥陀如来坐像。
- 草井の渡し跡 - 愛岐大橋の近隣にあった木曽川の渡し舟。
- すいとぴあ江南 - 木曽川に隣接する展望塔。
- フラワーパーク江南
- 松竹温泉 天風の湯
- 木曽川堤 - 桜並木。
- 五条川堤 - 桜並木。

## 祭事・催事
- 曼陀羅寺江南藤まつり
- 音楽寺円空仏、あじさい祭り
- 北野天神社筆まつり
- 古知野神社祭礼
- 五条川桜まつり
- 江南市民花火大会
- こうなん産業フェスタ - 2019年より市民まつりと農業まつりを合同開催。

なお、夏のイベントとして江南市民サマーフェスタ（1976年に「江南七夕まつり」として開始）が開かれ、徳島藩の藩祖・蜂須賀家政が江南市出身であることから徳島市との交流の一環で1994年から阿波おどり大会が開催されていたが、2018年と2019年は猛暑で踊りが取りやめとなり、その後もコロナ禍で中止が続いたため、2023年5月24日の運営委員会で廃止が決定された。

## 出身関連著名人
戦国武将など
- 生駒吉乃（織田信長の側室。信忠・信雄・五徳の母）
- 織田信忠（弘治3年（1557）出生・丹羽郡小折村小折城（生駒屋敷）、現在の江南市小折町。織田信長の嫡男）
- 織田信雄（永禄元年（1558）出生・丹羽郡小折村小折城（生駒屋敷）、現在の江南市小折町。織田信長の次男。織田信雄の末裔が現代に続いている）
- 五徳（永禄2年（1559）出生・丹羽郡小折村小折城（生駒屋敷）、現在の江南市小折町。織田信長の長女。徳川家康の嫡男・松平信康に嫁ぐ）
- 浅野長政（天文13年（1544）出生・丹羽郡宮後村宮後城（蜂須賀屋敷）、現在の江南市宮後町。宮後城主・安井重継の子。豊臣政権の五奉行筆頭、常陸国真壁藩初代藩主）
- 蜂須賀家政（永禄元年（1558）出生・丹羽郡宮後村宮後城（蜂須賀屋敷）、現在の江南市宮後町。蜂須賀正勝の嫡男。阿波国、淡路国徳島藩祖）
- 前野長康（大永8年（1528）出生・丹羽郡前野村、現在の江南市前野町。豊臣氏の家臣、但馬国出石城主）

政治家
- 大池良平（第7代江南市長）
- 堀元（第8代江南市長）
- 沢田和延（第9代江南市長）
- 原欣伸（第8代犬山市長）

軍人
- 森越太郎（日本海軍軍人）

芸術
- 青山杉雨（書家）
- 一龍斎貞花（講談師）
- 春日井建（歌人）
- くらはしかん（漫画家）
- 堀川憲司（P.A.WORKS代表取締役社長、アニメプロデューサー）

芸能
- 小島忍（底ぬけAIR-LINE/NO BOTTOM）
- HARUNA（ミュージシャン、SCANDALボーカル&ギター担当）
- 宮本忠博（ローカルタレント）
- 山吹ひばり（宝塚歌劇団宙組娘役）
- 上田桃花（ミュージシャン）
- 牧野莉佳（俳優）

スポーツ
- 中野友加里（フィギュアスケート選手）
- 吉田修司（プロ野球選手・指導者。）
- 和田毅（プロ野球選手。福岡ソフトバンクホークス投手。出身は島根県出雲市としているが、幼少期を江南市で過ごす）
- 石黒佑弥（プロ野球選手。阪神タイガース投手）

その他の分野
- 鈴木修学（日本福祉大学創立者、日蓮宗大僧正）
- 岩井良明（実業家、令和の虎CHANNEL初代主宰者。出生は名古屋市千種区）
- 堀井奈津子（財務省大臣官房審議官、愛知県副知事）
- 浅野信子（フリーアナウンサー）
- 渡辺由紀子（アナウンサー）
- 飯田紀久夫（アナウンサー）
- 永見佳織（アナウンサー）
- 太田絢子（気象予報士・防災士）
- 滝兵右衛門（政治家、実業家）
- 尾関健（実業家、ドローンカメラマン）

### マスコットキャラクター
江南市のマスコットキャラクターとして「藤花ちゃん」（ふじかちゃん）がある。2004年（平成16年）の市制50周年キャラクターとしてデザインされた。デザインは市内在住の漫画家くらはしかん。愛称は一般公募で決められ、広報こうなんの表紙等に使用されている